# Liste der Biografien/Hus
Liste der Biografien |
Portal Biografien |
Personensuche
# |
A |
B |
C |
D |
E |
F |
G |
H |
I |
J |
K |
L |
M |
N |
O |
P |
Q |
R |
S |
T |
U |
V |
W |
X |
Y |
Z |
?
 
Ha |
Hd |
He |
Hi |
Hj |
Hk |
Hl |
Hm |
Hn |
Ho |
Hr |
Hs |
Ht |
Hu |
Hv |
Hw |
Hy
 
Hua |
Hub |
Huc |
Hud |
Hue |
Huf |
Hug |
Huh |
Hui |
Huj |
Huk |
Hul |
Hum |
Hun |
Huo |
Hup |
Huq |
Hur |
Hus |
Hut |
Huu |
Huv |
Huw |
Hux |
Huy |
Huz
Die Liste der Biografien führt alle Personen auf, die in der deutschsprachigen Wikipedia einen Artikel haben. Dieses ist eine Teilliste mit 527 Einträgen von Personen, deren Namen mit den Buchstaben „Hus“ beginnt.

## Hus
- Hus, Adélaïde-Louise-Pauline (1734–1805), französische Schauspielerin und Kurtisane
- Hus, Berendt († 1676), deutscher Orgelbauer
- Hus, Ihor (* 1982), ukrainischer Politiker (parteilos)
- Hus, Jan († 1415), christlicher Reformator und MärtyrerJan Hus († 1415)

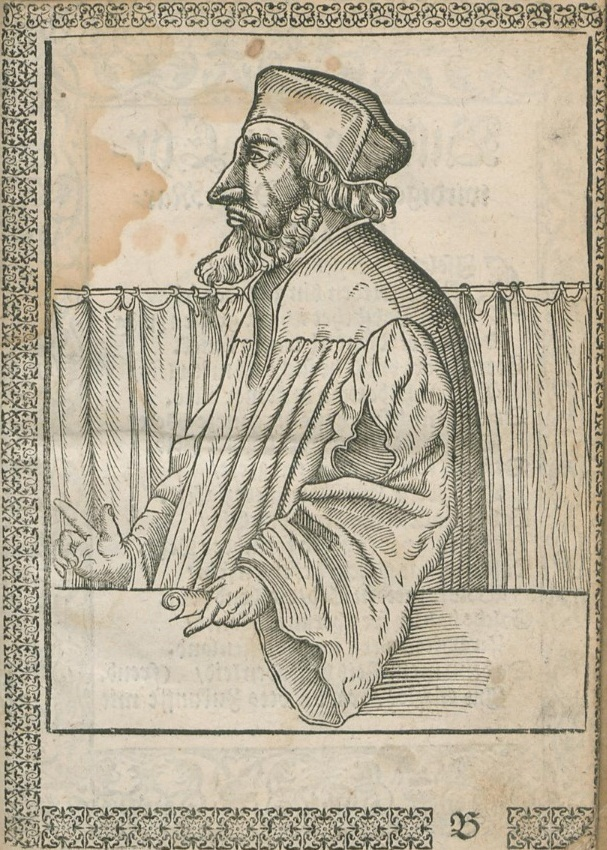
Jan Hus († 1415)

### Husa
- Husa, Karel (1921–2016), US-amerikanischer Komponist und Professor
- Husaby, Ben (* 1965), US-amerikanischer Skilangläufer
- Husadel, Hans Felix (1897–1964), deutscher Komponist und Professor
- Husagic, Mersiha (* 1989), jugoslawisch-deutsche Schauspielerin
- Husain I. ibn Ali († 1735), Begründer der Dynastie der Husainiden
- Ḥusain Ṯanāʾī Mašhadī, Dichter im Safawidenreich und im Mogulreich
- Husaín, Claudio (* 1974), argentinischer Fußballspieler
- Husain, Hammuda al-, Herrscher von Tunesien (1782–1814)
- Husain, Maqbul Fida (1915–2011), indischer Maler, Grafiker, Fotograf und Filmemacher
- Husain, Mishal (* 1973), britische Nachrichtensprecherin für BBC Television und BBC Radio
- Husain, Tāhā (1889–1973), ägyptischer Schriftsteller
- Husaini, Faisal al- (1940–2001), palästinensischer Politiker
- Husaini, Musa Kazim al- (1853–1934), Hoher osmanischer Beamter, Bürgermeister von Jerusalem
- Husák, Gustáv (1913–1991), slowakischer Politiker, Staatspräsident der Tschechoslowakei (1975–1989)Gustáv Husák (1913–1991)

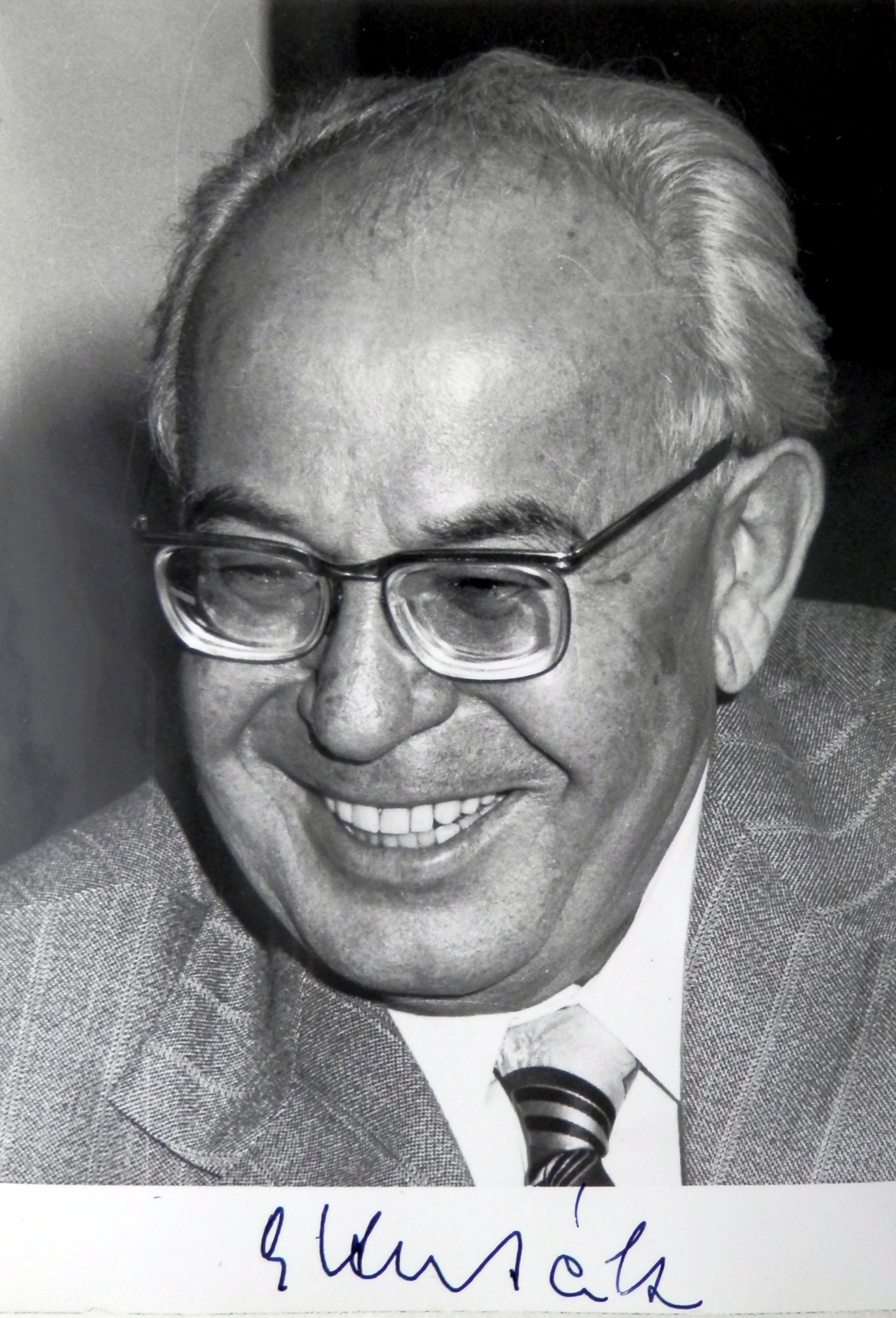
Gustáv Husák (1913–1991)

- Husak, Johann (1848–1918), österreichisch-böhmischer Politiker (Deutsche Fortschrittspartei) und Kaufmann
- Husak, Sebastian (* 1993), deutscher Filmschauspieler und Filmregisseur
- Husanov, Nozim (* 1976), usbekischer Politiker
- Husanus, Heinrich (1536–1587), deutscher neulateinischer Lyriker, Jurist und Diplomat
- Husar, Gabriele (* 1953), österreichische Rallyefahrerin
- Husar, Jerzy (1943–2020), polnischer Pianist und Komponist
- Husar, Ljubomyr (1933–2017), ukrainischer Kardinal, Großerzbischof von Lemberg
- Husárová, Janette (* 1974), slowakische Tennisspielerin
- Husayn al-Umari, jemenitischer Politiker und Hochschullehrer
- Husayn, Mullah (1813–1849), erster Buchstabe des Lebendigen

### Husb
- Husband, Agnes (1852–1929), schottisch-britische Suffragette, Sozialaktivistin und Lokalpolitikerin
- Husband, Charles (1908–1983), britischer Bauingenieur
- Husband, Corpse (* 1997), US-amerikanischer YouTuber und Musiker
- Husband, Daniel (* 1978), US-amerikanischer Baseballspieler und Baseballtrainer
- Husband, Gary (* 1960), britischer Fusionmusiker
- Husband, Jimmy (1947–2024), englischer Fußballspieler
- Husband, Rick Douglas (1957–2003), amerikanischer Astronaut und der Kommandant der verunglückten Columbia-Mission STS-107
- Husbands, Clifford (1926–2017), barbadischer Politiker und Generalgouverneur von Barbados
- Hušbauer, Josef (* 1990), tschechischer Fußballspieler
- Husberg, Rolf (1908–1998), schwedischer Filmregisseur, Filmeditor und Drehbuchautor
- Husby, Per (* 1949), norwegischer Jazzpianist und Komponist

### Husc
- Hüsch, Anette (* 1972), deutsche Kunsthistorikerin, Kuratorin und Museumsdirektorin
- Hüsch, Gerhard (1901–1984), deutscher Opernsänger (lyrischer Bariton)
- Hüsch, Hanni (* 1957), deutsche Journalistin, Leiterin des ARD-Studios in London
- Hüsch, Hanns Dieter (1925–2005), deutscher Kabarettist, Schauspieler und ModeratorHanns Dieter Hüsch (1925–2005)

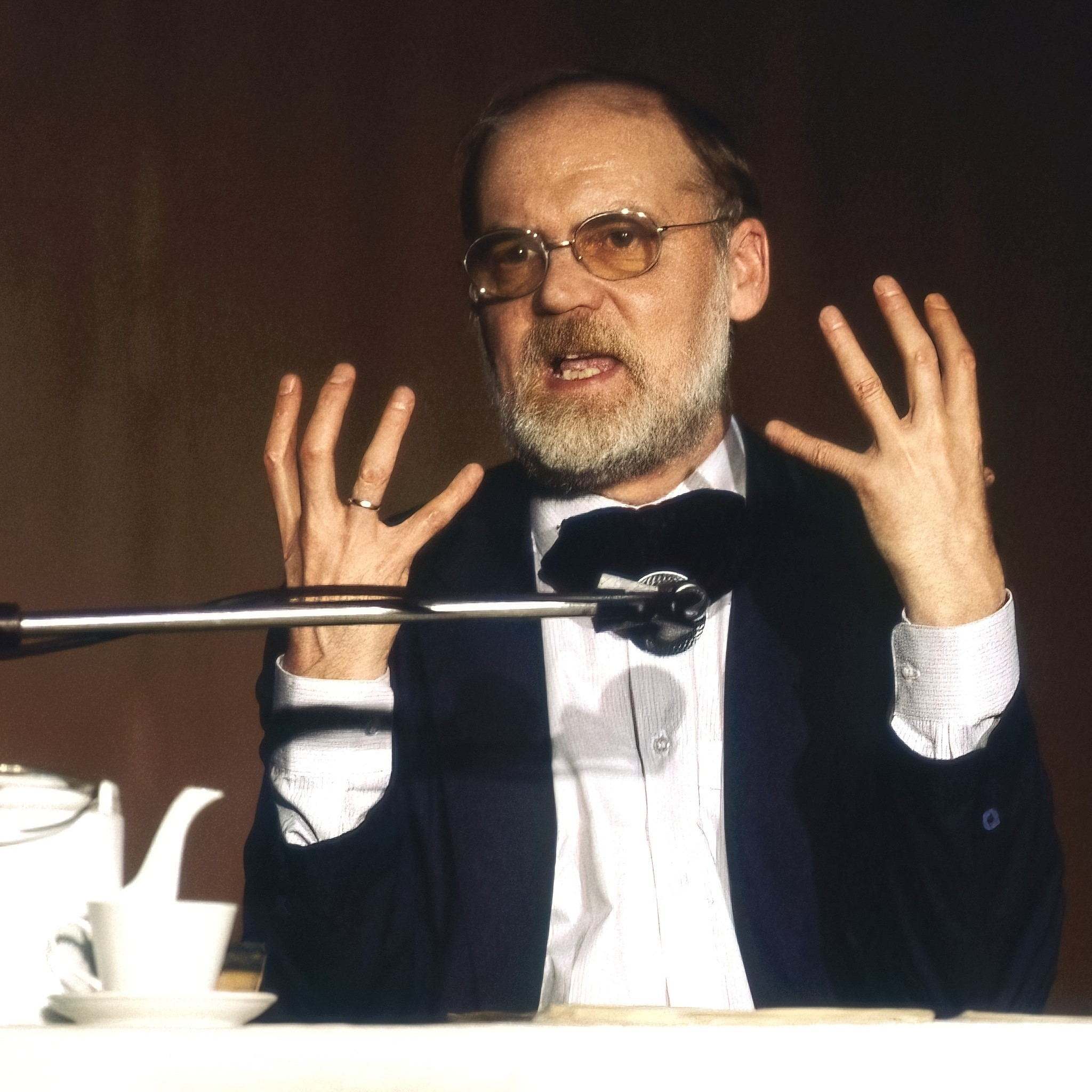
Hanns Dieter Hüsch (1925–2005)

- Hüsch, Heinz Günther (1929–2023), deutscher Rechtsanwalt und Politiker (CDU), MdL, MdB
- Husch, Husch (* 1886), deutscher Hausierer
- Husch, Jakob (1875–1950), deutscher Politiker (Zentrum, CDU), MdL
- Huschbeck, Thomas (* 1967), deutscher Fußballspieler
- Huschberg, Johann Ferdinand (1792–1852), deutscher Archivar, Historiker uns Dramatiker
- Huschberger, Kaspar († 1822), jülich-bergischer Hofbaumeister und königlich bayerischer Baudirektor
- Hüschen, Heinrich (1915–1993), deutscher Musikwissenschaftler
- Huschenbeth, Niclas (* 1992), deutscher SchachspielerNiclas Huschenbeth (* 1992)

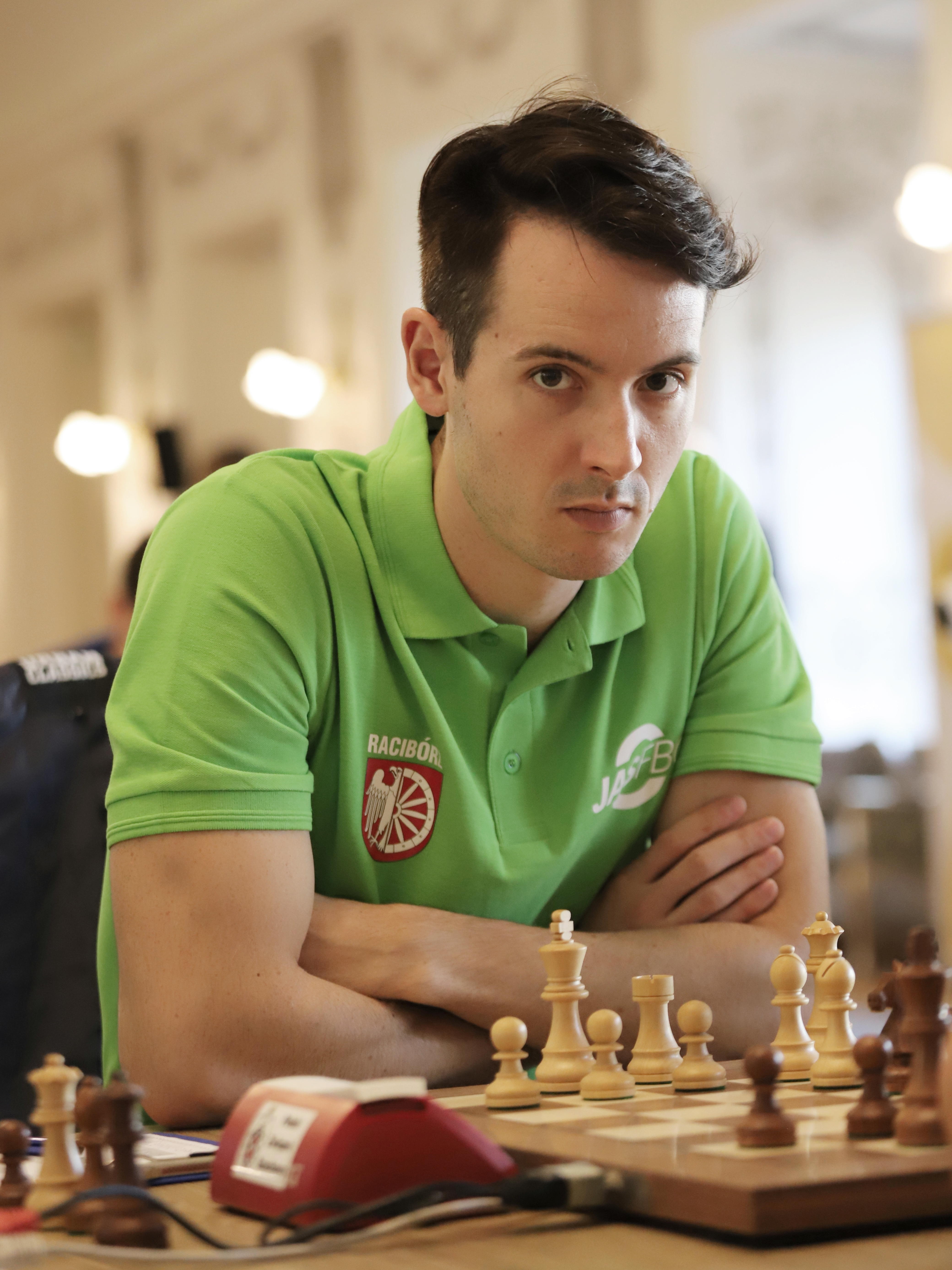
Niclas Huschenbeth (* 1992)

- Huschens, Stefan (* 1951), deutscher Wirtschaftswissenschaftler
- Huschens, Wolfram (1921–1989), deutscher Künstler
- Huscher, Herbert (1893–1969), deutscher Anglist
- Huschiel, Nehemia ben, Oberhaupt von Jerusalem (614)
- Huschka von Raschitzburg, Franz (1751–1830), österreichischer Leinwandhändler und Wohltäter
- Huschka, Hans (1930–1997), deutscher Bildhauer
- Huschke, Adolf (1891–1923), deutscher Radrennfahrer
- Huschke, Bruno (1836–1910), Jurist, Politiker und Autor zeitgeschichtlicher Notizen im Fürstentum Schwarzburg-Sondershausen
- Huschke, Eduard (1804–1887), deutscher Verwaltungsjurist und Politiker
- Huschke, Emil (1797–1858), deutscher Anatom, Zoologe und Embryologe
- Huschke, Gerhard (1914–1974), deutscher Radsporttrainer
- Huschke, Immanuel Gottlieb (1761–1828), deutscher Klassischer Philologe
- Huschke, Karl (1796–1883), deutscher Mediziner
- Huschke, Konrad (1875–1956), deutscher Musikschriftsteller
- Huschke, Philipp Eduard (1801–1886), deutscher Rechtswissenschaftler
- Huschke, Richard (1893–1980), deutscher Radrennfahrer
- Huschke, Thomas (* 1947), deutscher Radrennfahrer
- Huschke, Wilhelm Ernst Christian (1760–1828), deutscher Hofmedikus
- Huschke, Wolfgang (1911–2000), deutscher Regionalhistoriker und Genealoge
- Huschke, Wolfram (* 1946), deutscher Musikwissenschaftler
- Huschke, Wolfram (* 1964), deutscher Cellist
- Huschner, Wolfgang (* 1954), deutscher Historiker
- Huschwa, Ihor (* 1974), ukrainischer Journalist, Publizist, Fernsehmoderator und Chefredakteur der Website Strana.ua
- Huscroft, Jamie (* 1967), kanadischer Eishockeyspieler und -trainer

### Huse
- Huse, Camilla (* 1979), norwegische Fußballspielerin
- Huse, David A. (* 1958), US-amerikanischer Physiker
- Huse, Emery (1897–1961), US-amerikanischer Filmtechniker
- Huse, Mia (* 2001), norwegische Fußballspielerin
- Huse, Michael F. (* 1957), deutscher Filmregisseur, Drehbuchlektor, Autor
- Huse, Norbert (1941–2013), deutscher Kunsthistoriker
- Huse, Viktoria (* 1995), deutsche Hockeyspielerin
- Husebø, Guro Berland (* 2001), norwegische Handballspielerin
- Husebø, Kjetil (* 1975), norwegischer Fusionmusiker
- Husebø, Stein (* 1944), norwegischer Mediziner
- Hüsecken, Johann Peter (1768–1840), Besitzer einer Drahtrolle, Fabrikant und Erfinder des Kaltwalzens
- Husein, Timur (* 1980), deutscher Politiker (CDU)
- Huseinbašić, Denis (* 2001), bosnisch-deutscher Fußballspieler
- Huseinbegović, Eldin (* 1978), bosnischer Singer-Songwriter, klassischer Tenor und religiöser Sänger
- Husejinović, Said (* 1988), bosnisch-herzegowinischer Fußballspieler
- Hušek, Luboš (* 1984), tschechischer Fußballspieler
- Huseklepp, Erik (* 1984), norwegischer Fußballspieler
- Husel, Hans (* 1942), deutscher Konzeptkünstler, Multimedialist und Free-Jazz-Kurator
- Hüseler, Konrad (1894–1958), deutscher Kunsthistoriker
- Huselius, Kristian (* 1978), schwedischer Eishockeyspieler
- Huselius, Stella (* 2004), schwedische Handballspielerin
- Husemann, August (1833–1877), deutscher Apotheker und Chemiker
- Husemann, Carl (1898–1987), deutscher Kulturtechniker mit Forschungsschwerpunkten auf den Gebieten der Moorkultur, Melioration und Bewertung von Grünlandstandorten
- Husemann, Dirk (* 1965), deutscher Schriftsteller, Historiker und Archäologe
- Husemann, Elfriede (1908–1975), deutsche Chemikerin und Universitätsprofessorin
- Husemann, Friedrich (1887–1959), deutscher anthroposophischer Arzt und Psychiater
- Husemann, Fritz (1873–1935), deutscher Gewerkschafter und Politiker (SPD)Fritz Husemann (1873–1935)

Fritz Husemann (1873–1935)

- Husemann, Gerd (1921–1990), deutscher Jazz- und Unterhaltungsmusiker
- Husemann, Gottfried (1900–1972), deutscher Anthroposoph und Pfarrer der Christengemeinschaft
- Hüsemann, Johann Christoph (1702–1774), deutscher Orgelbauer
- Husemann, Klaus (* 1942), deutscher Hochschullehrer, Politiker (CDU), MdL, Rundfunkrat des MDR
- Husemann, Maria (1892–1975), deutsche Sekretärin
- Husemann, Marta (1913–1960), deutsche Schauspielerin und Widerstandskämpferin
- Husemann, Susanne (* 1962), deutsche Malerin
- Husemann, Theodor (1833–1901), deutscher Mediziner, Pharmakologe und Hochschullehrer
- Husemann, Tobias (* 1970), deutscher Puppenspieler und Puppenbauer
- Husemann, Walter (1903–1943), deutscher Widerstandskämpfer gegen den Nationalsozialismus
- Husemöller, Dale (* 1933), US-amerikanischer Mathematiker
- Husen, Albi (* 1968), deutscher Schlagzeuger und Komponist
- Husen, Bayume Mohamed (1904–1944), afrikanisch-deutscher Askari, Schauspieler und NS-Opfer
- Husen, Dan van (1945–2020), deutscher SchauspielerDan van Husen (1945–2020)

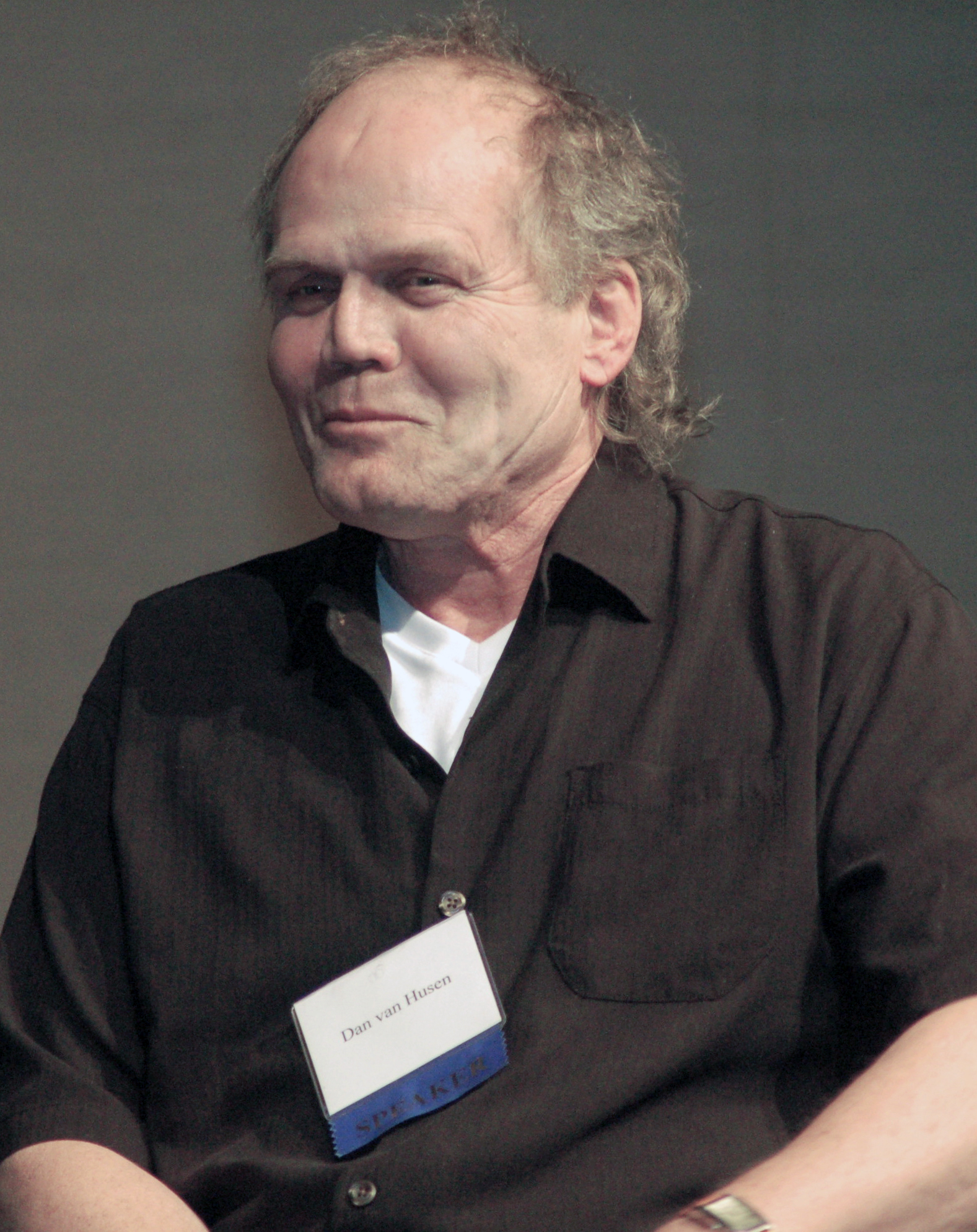
Dan van Husen (1945–2020)

- Husen, Katja (1976–2022), deutsche Biologin und Politikerin (Bündnis 90/Die Grünen), MdHB
- Husen, Paulus van (1891–1971), deutscher Jurist, Richter und Widerstandskämpfer
- Husén, Torsten (1916–2009), schwedischer Psychologe
- Husenko, Olha (* 1956), sowjetische Ruderin
- Huser, Albert (* 1936), deutscher Gewichtheber
- Hüser, Alfred (1870–1938), deutscher Bauunternehmer und Verbandsfunktionär
- Huser, Andrea (1973–2020), Schweizer Multisportlerin
- Huser, Ayla (* 1992), Schweizer Badmintonspielerin
- Hüser, Christian (* 1973), deutscher Musiker, Kinderliedermacher, Autor, Dozent und Pädagoge
- Hüser, Dietmar (* 1962), deutscher Historiker und Hochschullehrer
- Hüser, Fritz (1908–1979), deutscher Bibliothekar
- Huser, Fritz (* 1952), Schweizer Maler und Illustrator
- Hüser, Heinrich Christian von (1741–1821), preußischer Oberst und Chef der Reitenden Artillerie
- Hüser, Heinrich von (1782–1857), preußischer General der Infanterie zuletzt Vizekommandant in die Festung Mainz
- Huser, Isabella (* 1958), Schweizer Filmproduzentin und Schriftstellerin
- Huser, Johann, deutscher Mediziner und Paracelsist
- Hüser, Karl (* 1930), deutscher Historiker, Lehrer und Autor
- Huser, Lilay (* 1958), deutsche SchauspielerinLilay Huser (* 1958)

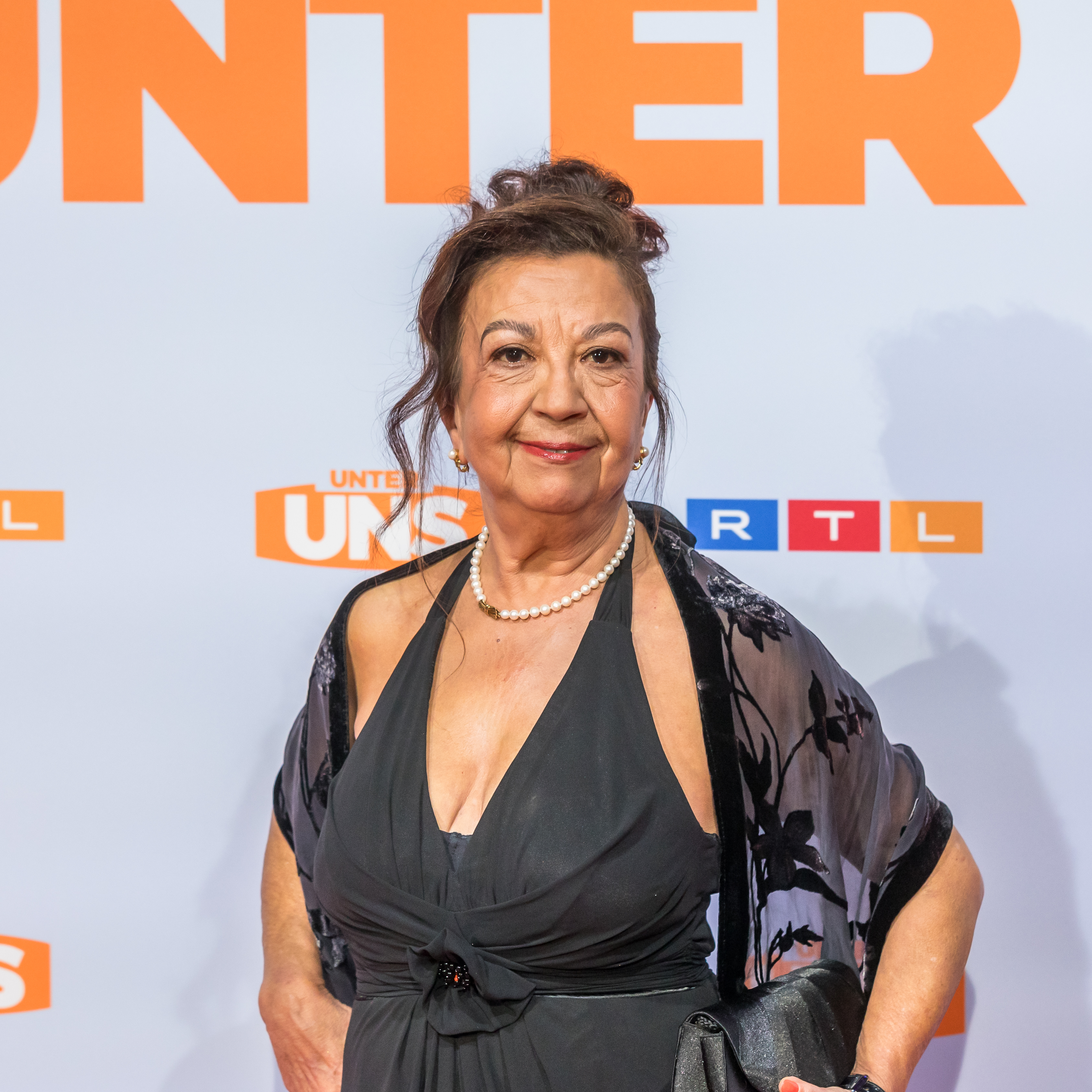
Lilay Huser (* 1958)

- Huser, Marco (* 1979), Schweizer Snowboarder
- Hüser, Matthias Werner (1756–1830), deutscher Beamter, Archivar und Geschichtsschreiber
- Huser, Michaela (* 1987), Schweizer Politikerin der Schweizerischen Volkspartei (SVP)
- Hüser, Rembert (* 1961), deutscher Germanist, Literatur-, Medien- und Filmwissenschaftler
- Huser, Robin (* 1998), Schweizer Fußballspieler
- Huser, Stacy Jo, US-amerikanischer Offizier, Generalmajor der US Air Force
- Hüser, Uwe (* 1958), deutscher politischer Beamter, Verbandsfunktionär und Politiker (Die Grünen), MdB
- Huser, Walter (1903–1981), Schweizer Bildhauer und Zeichner
- Huser, Yves (* 1993), Schweizer Unihockeyspieler auf der Position des Verteidigers
- Hüseyin Avni Pascha (1819–1876), osmanischer General und Staatsmann
- Hüseynov, Aydın (1955–2003), aserbaidschanischer Schachspieler
- Hüseynov, Cavid (* 1988), aserbaidschanischer Fußballspieler
- Hüseynov, Elnur (* 1987), aserbaidschanischer Sänger
- Hüseynov, Emir (* 1978), aserbaidschanischer Billardspieler
- Hüseynov, Heydər (1908–1950), aserbaidschanisch-sowjetischer Gelehrter, Doktor der Philosophie, Professor und Mitglied der Akademie der Wissenschaften der Aserbaidschanischen SSR
- Hüseynov, Kəramət (* 1998), aserbaidschanischer Judoka
- Hüseynov, Lətif (* 1964), aserbaidschanischer Jurist und Richter am Europäischen Gerichtshof für Menschenrechte
- Hüseynov, Nazim (* 1969), sowjetischer Judoka, der für Aserbaidschan antrat (ab 1993)
- Hüseynov, Qədir (* 1986), aserbaidschanischer Schachgroßmeister
- Hüseynov, Rafiq (* 1988), aserbaidschanischer Ringer
- Hüseynov, Ramal (* 1984), aserbaidschanisch Fußballspieler
- Hüseynov, Rüfət (* 1997), aserbaidschanischer Boxer
- Huseynov, Sabuhi (* 2000), aserbaidschanischer Badmintonspieler
- Hüseynov, Vüqar (1969–1991), aserbaidschanischer Militär
- Hüseynov, Vüsal (* 1980), aserbaidschanischer Politiker
- Hüseynov, Zəlimxan (* 1981), russischer bzw. aserbaidschanischer Ringer
- Hüseynova, Elmira (1933–1995), sowjetisch-aserbaidschanische Bildhauerin und Porträtmalerin
- Hüseynzadə, Əli bəy (1864–1940), aserbaidschanischer Gelehrter, Philosoph, Künstler und Arzt
- Hüseynzadə, Mehdi (1918–1944), sowjetischer Leutnant

### Husf
- Husfeld, Bernhard (1900–1970), deutscher Agrarwissenschaftler
- Husfeldt, Paul (1909–1972), deutscher Politiker (CDU), MdL

### Husg
- Hüsgen, Alexandra (* 1989), deutsche Schauspielerin
- Hüsgen, Eduard (1848–1912), deutscher Politiker und Redakteur
- Hüsgen, Guido (* 1969), deutscher Sportreporter
- Hüsgen, Heinrich Sebastian (1745–1807), Kunstsammler und Kunsthistoriker in Frankfurt am Main
- Hüsgen, Johann (1769–1841), deutscher katholischer Priester und Generalvikar
- Hüsgen, Wilhelm (1877–1962), deutscher Bildhauer
- Hüsges, Hartmut (* 1956), deutscher Volkswirt

### Hush
- Hush, Noel S. (1924–2019), australischer Chemiker
- Hushi, Abba (1898–1969), israelischer Politiker
- Hushovd, Thor (* 1978), norwegischer RadrennfahrerThor Hushovd (* 1978)

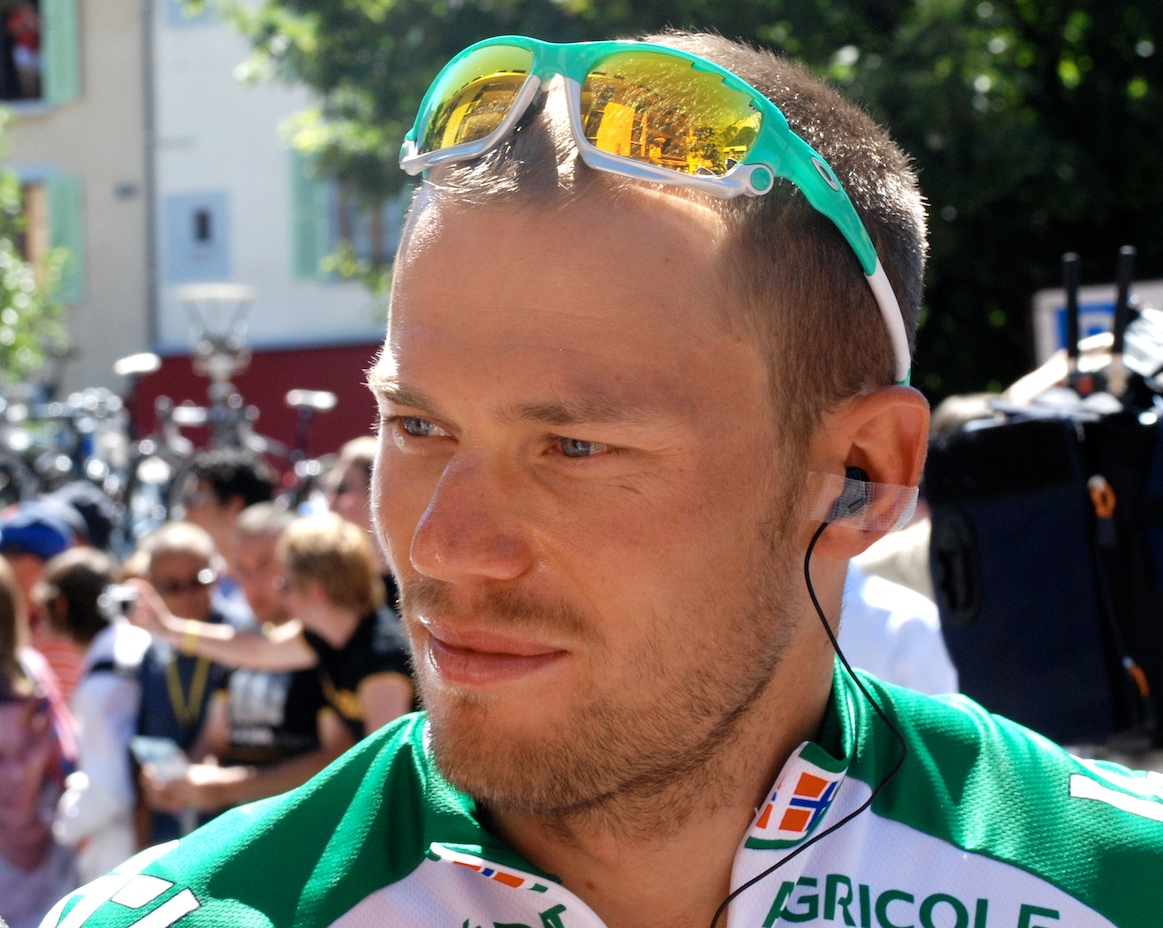
Thor Hushovd (* 1978)

### Husi
- Husi, Beat (* 1952), Schweizer Jurist und Staatsschreiber
- Husić, Adin (* 1996), bosnischer Fußballspieler
- Husić, Anel (* 2003), schweizerisch-bosnischer Fußballspieler
- Husić, Edin (* 1985), bosnischer Fußballspieler
- Husić, Raif (* 1996), deutsch-bosnischer Fußballtorhüter
- Husik I. († 348), vierter Katholikos von Armenien
- Husillos, Óscar (* 1993), spanischer Leichtathlet
- Husin, Yulius Aloysius (1937–1994), indonesischer Priester, Bischof von Palangkaraya
- Hüsing, Augustin (1840–1905), Pfarrer in Gescher
- Hüsing, Georg (1869–1930), deutsch-österreichischer Historiker und Germanist
- Hüsing, Marie (1909–1995), deutsche Diakonisse, Dichterin und Schriftstellerin
- Hüsing, Nicola (* 1969), deutsche Chemikerin und Materialwissenschaftlerin
- Hüsing, Oliver (* 1993), deutscher FußballspielerOliver Hüsing (* 1993)

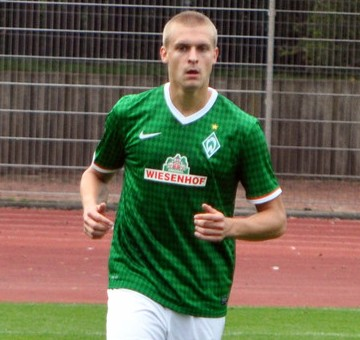
Oliver Hüsing (* 1993)

- Hüsing, Silke (* 1960), deutsche Sportschützin
- Hüsing, Silke (* 1967), deutsche Ökonomin und Hochschullehrerin
- Husing, Ted (1901–1962), US-amerikanischer Hörfunkjournalist
- Husinsky, Leopold (1890–1951), österreichischer Journalist

### Husk
- Húska, Martin († 1421), tschechischer Prediger und radikaler Kirchenreformator
- Huska, Ryan (* 1975), kanadischer Eishockeyspieler und -trainer
- Huske, Joachim (1932–2022), deutscher Bergbauingenieur und Sachbuchautor
- Hüske, Max (1901–1969), deutscher Filmproduktionsleiter und -herstellungsleiter
- Huske, Torri (* 2002), US-amerikanische Schwimmerin
- Hüsken, André (* 1956), deutscher Militariahändler, Phaleristiker und Sachbuchautor
- Hüsken, Ute (* 1965), deutsche Indologin
- Hüsken, Wolfgang (* 1948), deutscher Politiker (CDU), MdL
- Hüskens, Lydia (* 1964), deutsche Politikerin (FDP), MdLLydia Hüskens (* 1964)

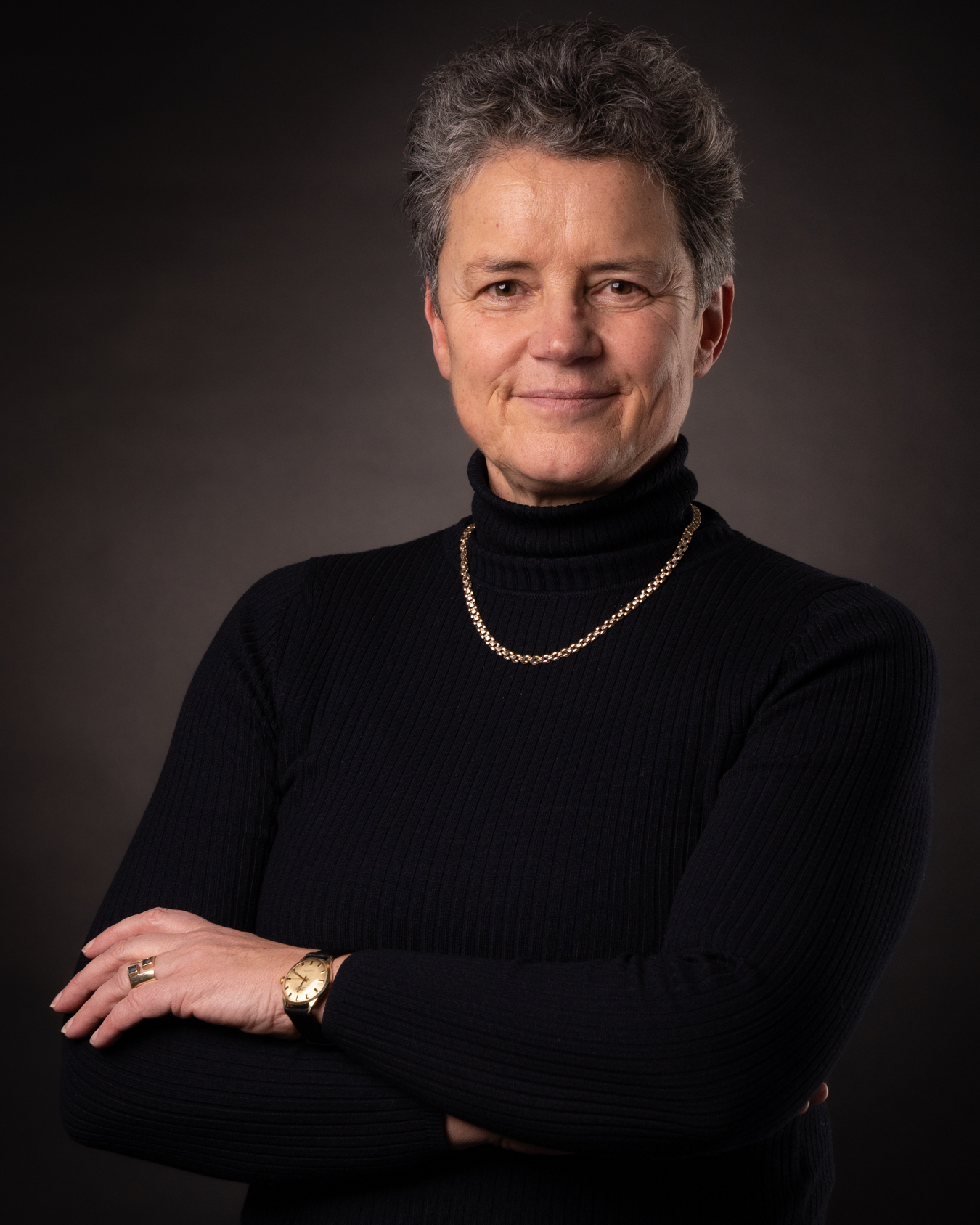
Lydia Hüskens (* 1964)

- Hüskens, Stefan, deutscher Schlagzeuger
- Huskey, Harry (1916–2017), US-amerikanischer Informatiker
- Huskić, Elvir (* 1996), bosnisch-herzegowinischer Fußballspieler
- Huskić, Senita (* 1994), deutsch-bosnische Schauspielerin
- Huskins, Kent (* 1979), kanadischer Eishockeyspieler
- Huskisson, William (1770–1830), britischer Politiker, Mitglied des House of Commons
- Husković, Edin (* 2006), österreichischer Fußballspieler
- Huskovic, Muharem (* 2003), österreichischer Fußballspieler
- Huskowa, Hanna (* 1992), belarussische Freestyle-Skierin
- Huskowska-Młynarska, Anna (1922–1989), polnische Plakatgestalterin, Grafikerin und Malerin
- Husky, Ferlin (1925–2011), US-amerikanischer Country-Sänger
- Husky, Milton J. (1922–1970), US-amerikanischer Soldat und Politiker

### Husl
- Hüsler, Eugen Eduard (* 1944), Schweizer Autor und Fotograf
- Hüsler, Marc-Andrea (* 1996), Schweizer TennisspielerMarc-Andrea Hüsler (* 1996)

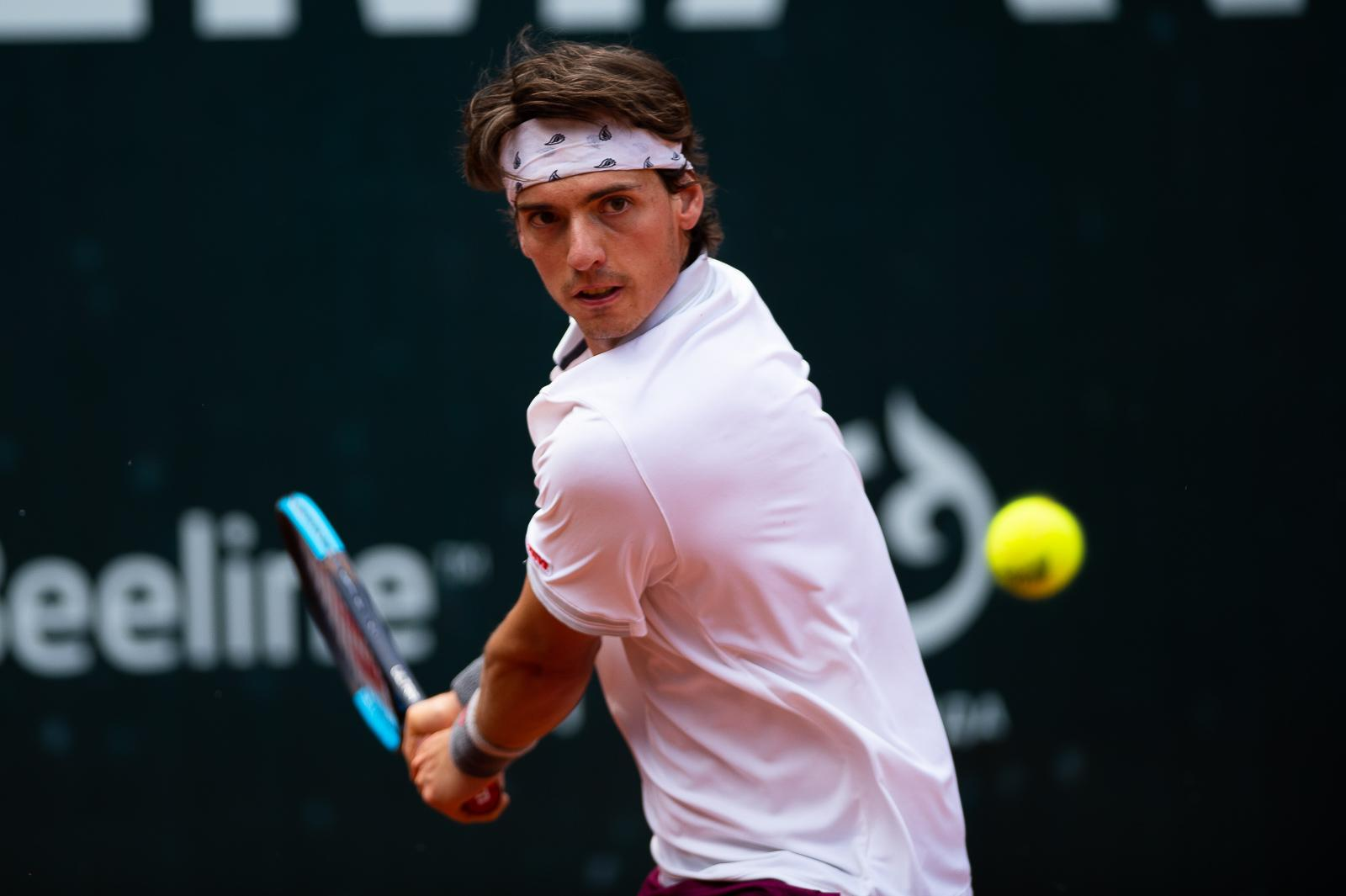
Marc-Andrea Hüsler (* 1996)

- Hüsler, Silvia (* 1943), Schweizer Kinderbuchautorin

### Husm
- Husmann von Namedy, Philipp Jakob von († 1611), Domherr in Münster und Trier
- Husmann, Friedrich (1877–1950), deutscher Lehrer und Heimatdichter
- Husmann, Fritz (1896–1982), deutscher Kunstmaler
- Husmann, Heinrich (1908–1983), deutscher Musikwissenschaftler
- Husmann, Jana (* 1973), deutsche Kulturwissenschaftlerin und Genderforscherin
- Husmann, Johann Philipp († 1651), Kaiserlicher Oberst zur Zeit des Dreißigjährigen Krieges in den Diensten der Habsburger Armee
- Husmann, Kurt (1927–2017), deutscher, Jurist, Vizepräsident des Oberlandesgerichts Oldenburg
- Husmann, Manfred (* 1943), deutscher Jurist und Richter am Bundessozialgericht
- Husmann, Martin (* 1967), deutscher TV- und Filmproduzent
- Husmann, Mathias (* 1948), deutscher Dirigent, Komponist und Pianist
- Husmann, Max (1888–1965), Schweizer Friedensvermittler und Pädagoge
- Husmann, Ralf (* 1964), deutscher Drehbuchautor, Produzent und AutorRalf Husmann (* 1964)

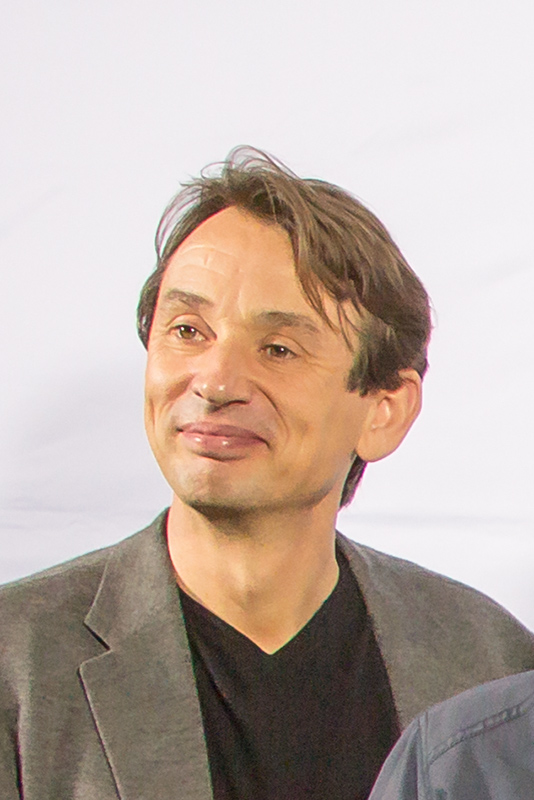
Ralf Husmann (* 1964)

- Husmann, Richard (1922–1987), tschechischer Schriftsteller
- Husmann, Wilhelm (1900–1979), deutscher Chemiker
- Husmark Pehrsson, Cristina (* 1947), schwedische Politikerin, Mitglied des Riksdag
- Husmeier-Schirlitz, Uta (* 1971), deutsche Kunsthistorikerin, Kuratorin und Museumsdirektorin
- Hüsmert, Waltraud (* 1951), deutsche Übersetzerin

### Husn
- Husner, Johannes, Humanist und Verfasser eines Grabgedichts auf Erasmus von Rotterdam
- Husner, Marjan (* 1992), ukrainischer Naturbahnrodler
- Husni az-Za'im (1897–1949), syrischer Militär und Politiker zur Zeit der Syrischen Republik
- Husník, Jakub (1837–1916), tschechischer Maler, Zeichenlehrer und Erfinder des verbesserten Lichtdruckes
- Husnik, Ludwig (1892–1971), österreichischer Schauspieler, Sänger, Regisseur und Librettist
- Husnu, Mehmet (* 1972), zypriotischer Snookerspieler

### Huso
- Huso, Ministeriale
- Huson, Freda (* 1964), kanadische Umweltaktivistin und Oberhaupt des indigenen Volkes der Wet'sewet'en
- Huson, Paul (* 1942), britischer Autor und Drehbuchautor

### Husp
- Huspek, Felix (* 1992), österreichischer Fußballspieler
- Huspek, Philipp (* 1991), österreichischer Fußballspieler

### Husr
- Hüsrev Mehmed Pascha (1769–1855), Reformer und Großwesir des Osmanischen Reichs
- Husri, Sati' al- (1880–1968), syrischer Politiker und Erziehungswissenschaftler

### Huss
- Huss, Anders (* 1964), schwedischer Eishockeyspieler und -trainer
- Huss, Bernhard (1876–1948), deutscher katholischer Missionar und Sozialreformer in Südafrika
- Huß, Bernhard (* 1969), deutscher Romanist
- Huß, Carl (1800–1868), deutscher Speditionskaufmann, Bürgermeister von Ludwigshafen am Rhein (1863–1868)
- Huss, Daniel (* 1979), luxemburgischer Fußballspieler
- Huss, Henry Holden (1862–1953), US-amerikanischer Komponist
- Huß, Hermann (* 1933), deutscher Basketballtrainer und -spieler
- Huß, Johannes (* 1998), deutscher Eishockeyspieler
- Huss, Józef (1846–1904), polnischer Architekt
- Huss, Jürgen (* 1937), deutscher Forstwissenschaftler und Forstpraktiker
- Huß, Karl (1761–1836), böhmischer Scharfrichter, Sammler und Heilkundiger
- Huss, Karl Adolf von († 1743), preußischer Kammerrat und Stadtpräsident Magdeburg
- Huß, Katrin (* 1969), deutsche Journalistin und Fernsehmoderatorin
- Huss, Lioba (* 1965), deutsche Juristin, ehemalige Ministerialrätin und Richterin
- Huss, Magnus (1807–1890), schwedischer Arzt und Wissenschaftler
- Huss, Manfred (* 1956), österreichischer Dirigent und Pianist
- Huß, Martin, Buchdrucker in Lyon
- Huss, Martin (* 1960), argentinisch-deutscher Posaunist, Landesposaunenwart in Mecklenburg-Vorpommern
- Huß, Matthias, Buchdrucker in Lyon
- Huss, Ralf (* 1962), deutscher Pathologe und Autor
- Huss, Sorin A. (* 1950), deutscher Ingenieur und Hochschullehrer
- Huss, Stephen (* 1975), australischer Tennisspieler
- Huss, Thomas Heinrich von (1704–1774), minden-ravensbergischer Regierungsdirektor und Bürgermeister in Minden
- Huss, Toby (* 1966), US-amerikanischer SchauspielerToby Huss (* 1966)

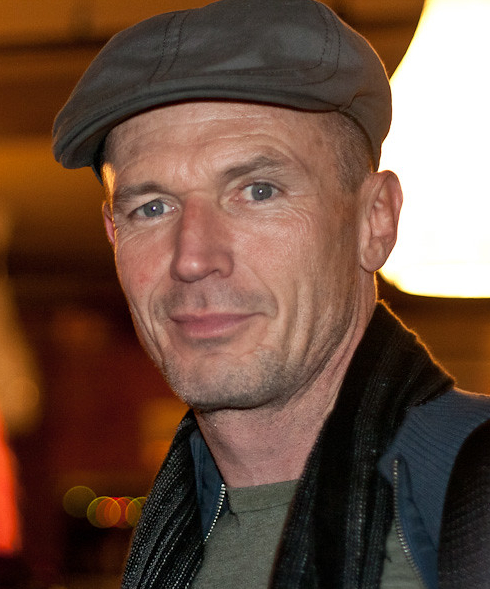
Toby Huss (* 1966)

- Huß, Werner (1936–2023), deutscher Althistoriker
- Huss, Wolfgang (1940–2025), deutscher Verleger
- Hussa († 592), König von Bernicia
- Hussa, Maria (1893–1980), österreichische Opernsängerin (Sopran)
- Hussain ibn Sa'id ibn Hamdan, al-, Mitglied der Hamdaniden-Dynastie
- Hussain, Abrar (1961–2011), pakistanischer Boxer
- Hussain, Adil (* 1963), indischer Schauspieler
- Hussain, Ahmed (1932–2021), indischer Fußballspieler
- Hussain, Altaf (* 1953), pakistanischer Politiker
- Hussain, Bashar (* 1981), katarischer Poolbillard- und Snookerspieler
- Hussain, Chaudhry Shujaat (* 1946), pakistanischer Politiker
- Hussain, Etzaz (* 1993), norwegischer Fußballspieler
- Hussain, Fazle (* 1943), US-amerikanischer Ingenieur
- Hussain, Hasib (1986–2005), Attentäter (London 2005)
- Hussain, Iqbal (* 1993), singapurischer Fußballspieler
- Hussain, Leo (* 1978), britischer Dirigent
- Hussain, Malik Riaz (* 1954), pakistanischer Unternehmer
- Hussain, Mamnoon (1940–2021), pakistanischer Geschäftsmann und Politiker, Präsident von Pakistan
- Hussain, Manzoor (1958–2022), pakistanischer Hockeyspieler
- Hussain, Mian Iftikhar (* 1958), pakistanischer Politiker
- Hussain, Nadiya (* 1984), britische Bäckerin, Kolumnistin, Autorin und FernsehmoderatorinNadiya Hussain (* 1984)

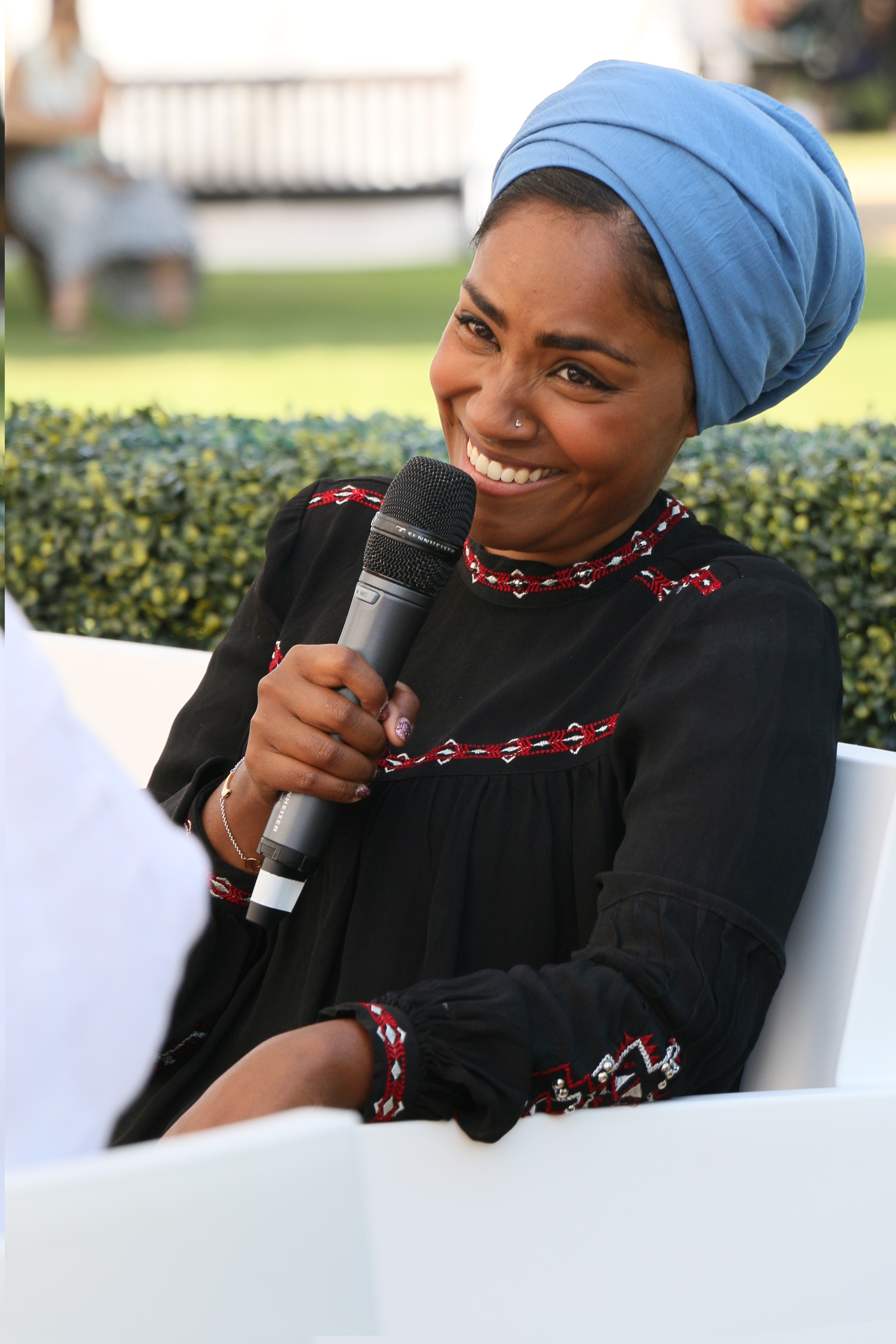
Nadiya Hussain (* 1984)

- Hussain, Nasir (1931–2002), indischer Filmregisseur und -produzent des Hindi-Films
- Hussain, Nasser (* 1968), englischer Cricketspieler
- Hussain, Netha (* 1990), indische Neurowissenschaftlerin und Wikipedianerin
- Hussain, Nokar (* 1987), pakistanischer Leichtathlet
- Hussain, Qazi Anwar (1936–2022), bangladeschischer Schriftsteller
- Hussain, Qurban, Baron Hussain (* 1956), britischer Unternehmer und Politiker
- Hussain, Rashid (* 1946), malaysischer Unternehmer
- Hussain, Rokeya Sakhawat (1880–1932), bengalische Schriftstellerin und Sozialarbeiterin
- Hussain, Warina (* 1999), afghanische Schauspielerin
- Hussain, Zakir (1897–1969), indischer Politiker und Staatspräsident
- Hussain, Zakir (1934–2019), pakistanischer Hockeyspieler
- Hussain, Zakir (1951–2024), indischer Tabla-Spieler und KomponistZakir Hussain (1951–2024)

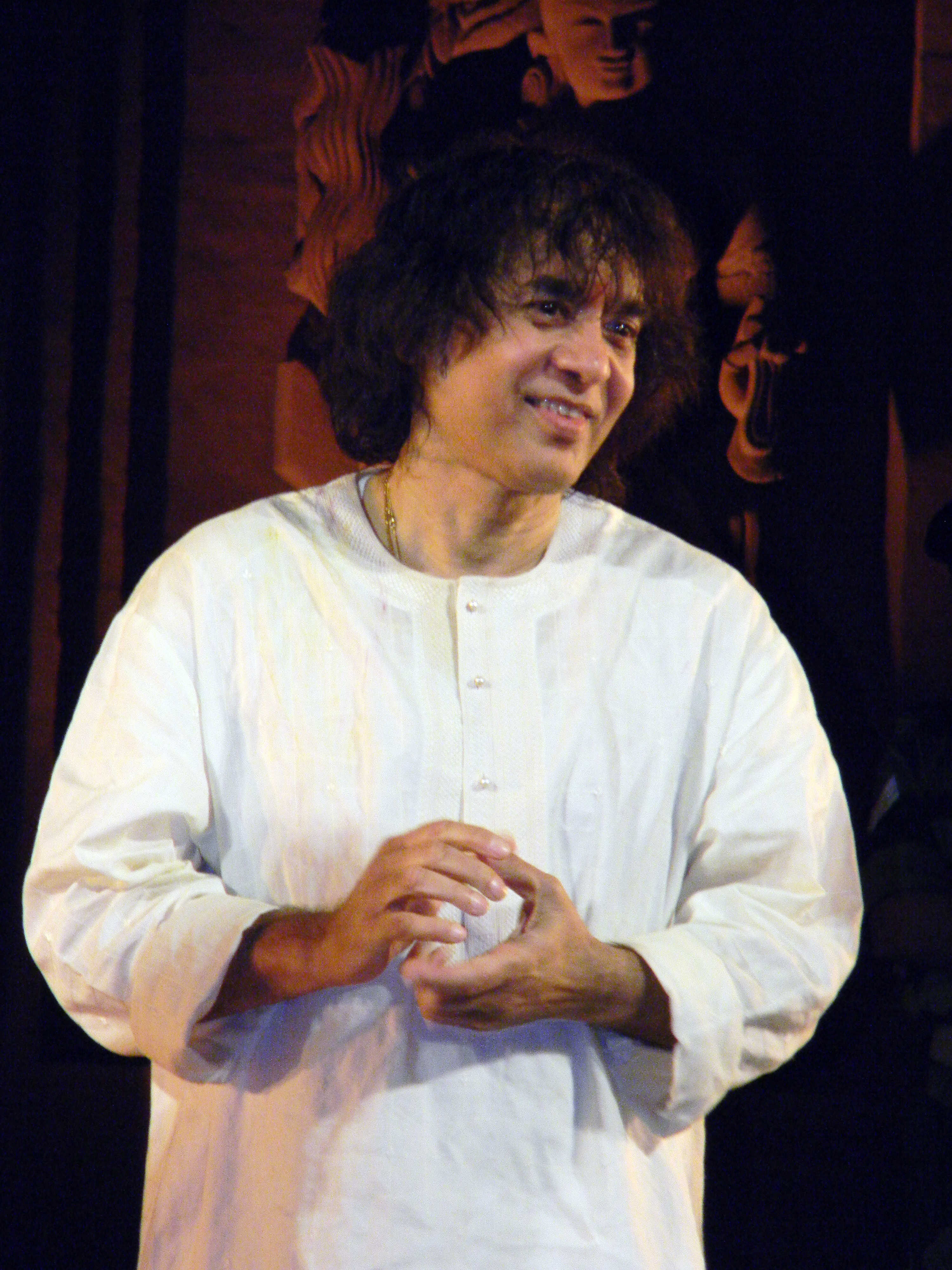
Zakir Hussain (1951–2024)

- Hussain, Zakir (* 1982), indischer Eishockeyspieler
- Hussaini Al Sharif, Mohammed Raja Abdullah Al-, saudischer Diplomat
- Hussaini, Mani (* 1987), norwegischer Politiker
- Hussaini, Safiya, nigerianische Frau, von einem Schari'a-Gericht zur Steinigung verurteilt
- Hussak, Eugen (1856–1911), österreichischer Mineraloge
- Hussak, Ludwig (1883–1965), österreichischer Fußballspieler
- Hussam Abu Safiya (* 1973), palästinensischer Kinderarzt und Neonatologe
- Hussam bin Saud (* 1960), saudi-arabischer Politiker und Mitglied des Hauses Saud
- Hussameddin, Abdo (* 1954), syrischer Politiker
- Hussar, Bruno (1911–1996), französisch-israelischer katholischer Priester
- Hussar, Lauri (* 1973), estnischer Journalist und Politiker, Mitglied des Riigikogu
- Hussarek von Heinlein, Max (1865–1935), österreichischer Politiker
- Hussarow, Hryhorij (* 1993), ukrainischer Taekwondoin
- Hussaud, Marcel (1894–1960), französischer Wasserballspieler
- Hussauf, Julian (* 2006), österreichischer Fußballspieler
- Husseck, Jonah (* 2004), deutscher Fußballspieler
- Hussein (1935–1999), jordanischer Adliger, König von Jordanien (1952–1999)Hussein I. (1935–1999)

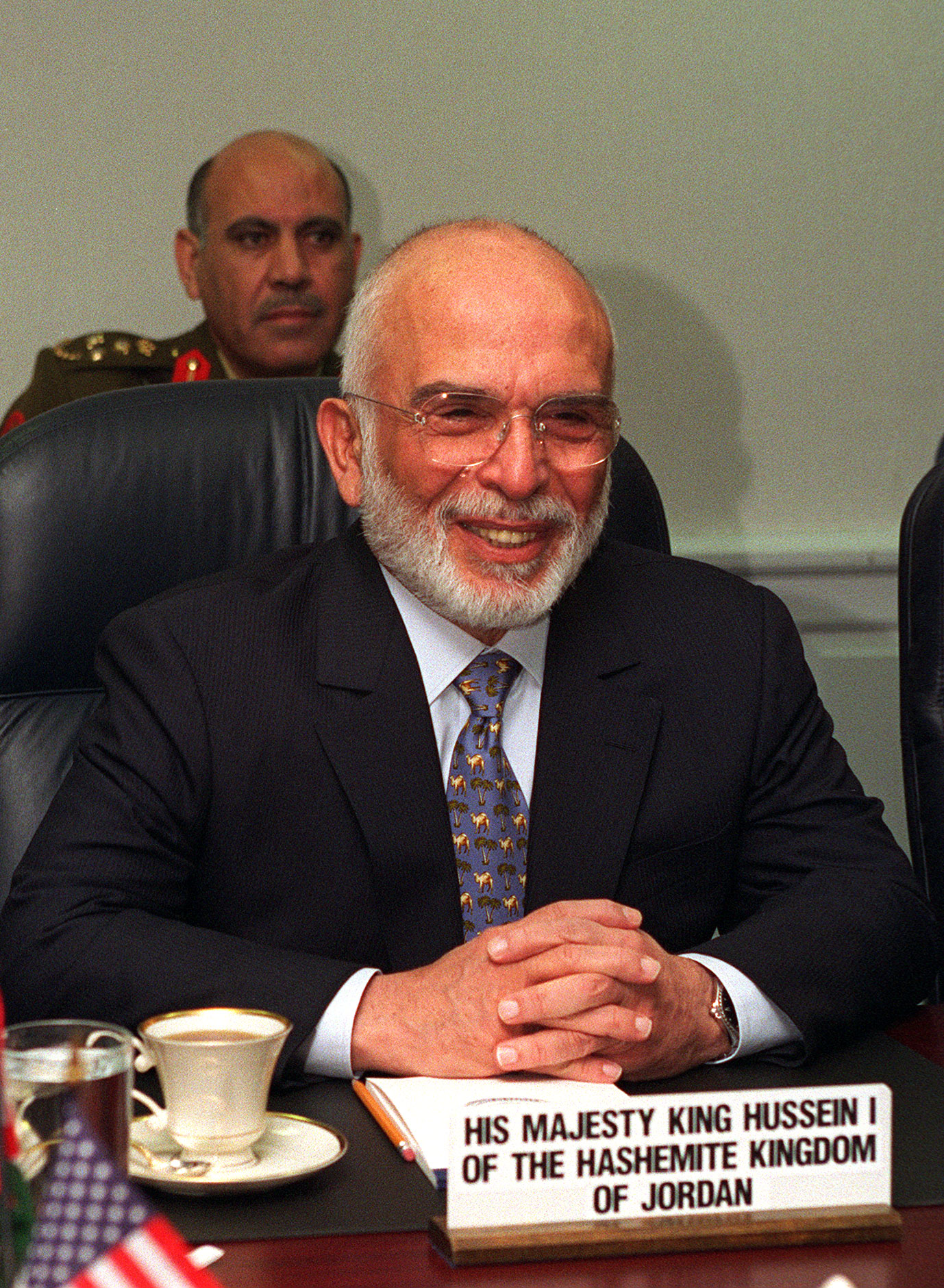
Hussein I. (1935–1999)

- Hussein Beg Dasini, jesidischer Fürst
- Hussein bin Abdullah (* 1994), jordanischer Kronprinz
- Hussein Dey († 1838), osmanischer Dey in Algerien
- Hussein El-Gamal, Yousry Saber (* 1947), ägyptischer Politiker
- Hussein ibn Ahmad, Imam der Ismailiten
- Hussein ibn Ali († 1931), König des Hedschas (1917–1924)
- Hussein Onn (1922–1990), malaysischer Politiker, Premierminister von Malaysia (1976–1981)
- Hussein, Abdel Rahim Mohammed (* 1949), sudanesischer Politiker
- Hussein, Abdirizak Haji (1924–2014), somalischer Politiker und Premierminister des Landes (1964–1967)
- Hussein, Ali bin al- (* 1975), jordanischer Fußballfunktionär
- Hussein, Aly (* 2000), ägyptischer Squashspieler
- Hussein, Angelo (* 1947), sudanesischer Sprinter
- Hussein, Atif (* 1967), deutscher Szenograf, Autor, Puppenbauer und Puppenspieler
- Hussein, Ayman (* 1996), irakischer Fußballspieler
- Hussein, Bilal (* 2000), schwedischer Fußballspieler somalischer Abstammung
- Hussein, Bishar Abdirahman, kenianischer Diplomat und UN-Beamter
- Hussein, Ebrahim (* 1943), tansanischer Schriftsteller
- Hussein, Fuad (* 1946), irakischer Politiker
- Hussein, Hishammuddin (* 1961), malaysischer Politiker
- Hussein, Ibrahim (* 1958), kenianischer Marathonläufer
- Hussein, Kariem (* 1989), schweizerisch-ägyptischer HürdenläuferKariem Hussein (* 1989)

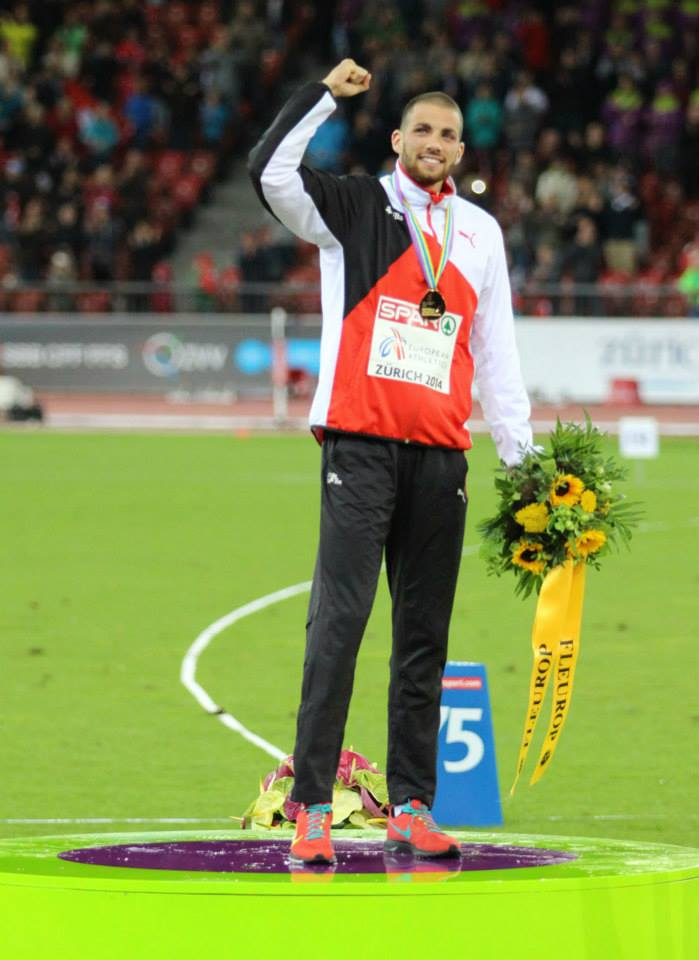
Kariem Hussein (* 1989)

- Hussein, Leyla (* 1980), somalisch-britische Psychotherapeutin und Aktivistin
- Hussein, Mahmoud (* 1947), ägyptischer Politiker und Generalsekretär der Muslimbrüder
- Hussein, Mahmoud (* 1966), ägyptischer Journalist
- Hussein, Marian (* 1986), norwegische Politikerin
- Hussein, Marwa (* 1978), ägyptische Hammerwerferin und Olympiateilnehmerin
- Hussein, Mbarak Kipkorir (* 1965), US-amerikanischer Langstreckenläufer kenianischer Herkunft
- Hussein, Muhammad Ahmad, sunnitischer Geistlicher und Rechtsgelehrter
- Hussein, Mukhtar Mohammed (1912–2012), somalischer Politiker und Staatspräsident
- Hussein, Noura, sudanesische Frau, zum Tode verurteilt
- Hussein, Nur Hassan (1938–2020), somalischer Politiker, Premierminister Somalias (2007–2009)
- Hussein, Nurullah (* 1993), singapurischer Fußballspieler
- Hussein, Osman (* 1951), sudanesischer Politiker und Premierminister des Sudan
- Hussein, Oswald (* 1954), indigener Künstler aus Guyana
- Hussein, Qusai (1966–2003), irakischer Politiker, Sohn Saddam Husseins
- Hussein, Raghad (* 1968), irakische Frau, Tochter von Saddam Hussein
- Hussein, Ramadan Badry (1971–2022), ägyptischer Ägyptologe
- Hussein, Riem (* 1980), deutsche Fußballspielerin und Fußballschiedsrichterin
- Hussein, Saddam (1937–2006), irakischer DiktatorSaddam Hussein (1937–2006)

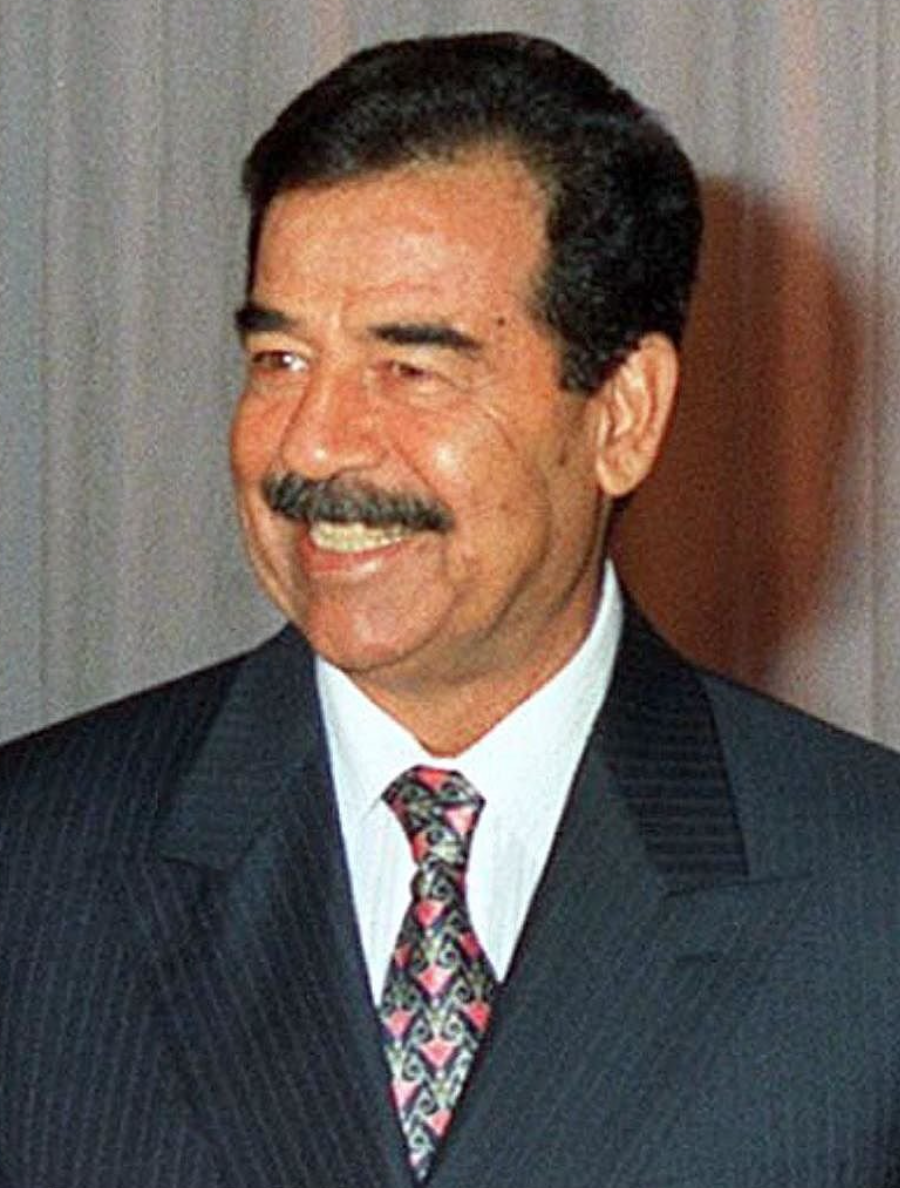
Saddam Hussein (1937–2006)

- Hussein, Safia Abukar (* 1981), somalische Sprinterin
- Hussein, Sherine (* 2000), ägyptische Speerwerferin
- Hussein, Sirwan Abdullah (* 1940), kurdischer Politiker im Irak
- Hussein, Udai (1964–2003), irakischer Politiker, Sohn Saddam Husseins
- Hussein, Waris (* 1938), britisch-indischer Filmregisseur
- Hussein, Zeid bin (1898–1970), irakischer Diplomat
- Hussein-Ece, Meral, Baroness Hussein-Ece (* 1953), britische Politikerin (Liberal Democrats)
- Husseini Schirasi, Sadegh (* 1942), iranischer schiitischer Kleriker
- Husseini, Kamil al- (1867–1921), sunnitischer religiöser Führer
- Husseini, Mohammed Amin al- († 1974), islamischer Geistlicher und palästinensischer arabischer NationalistMohammed Amin al-Husseini († 1974)

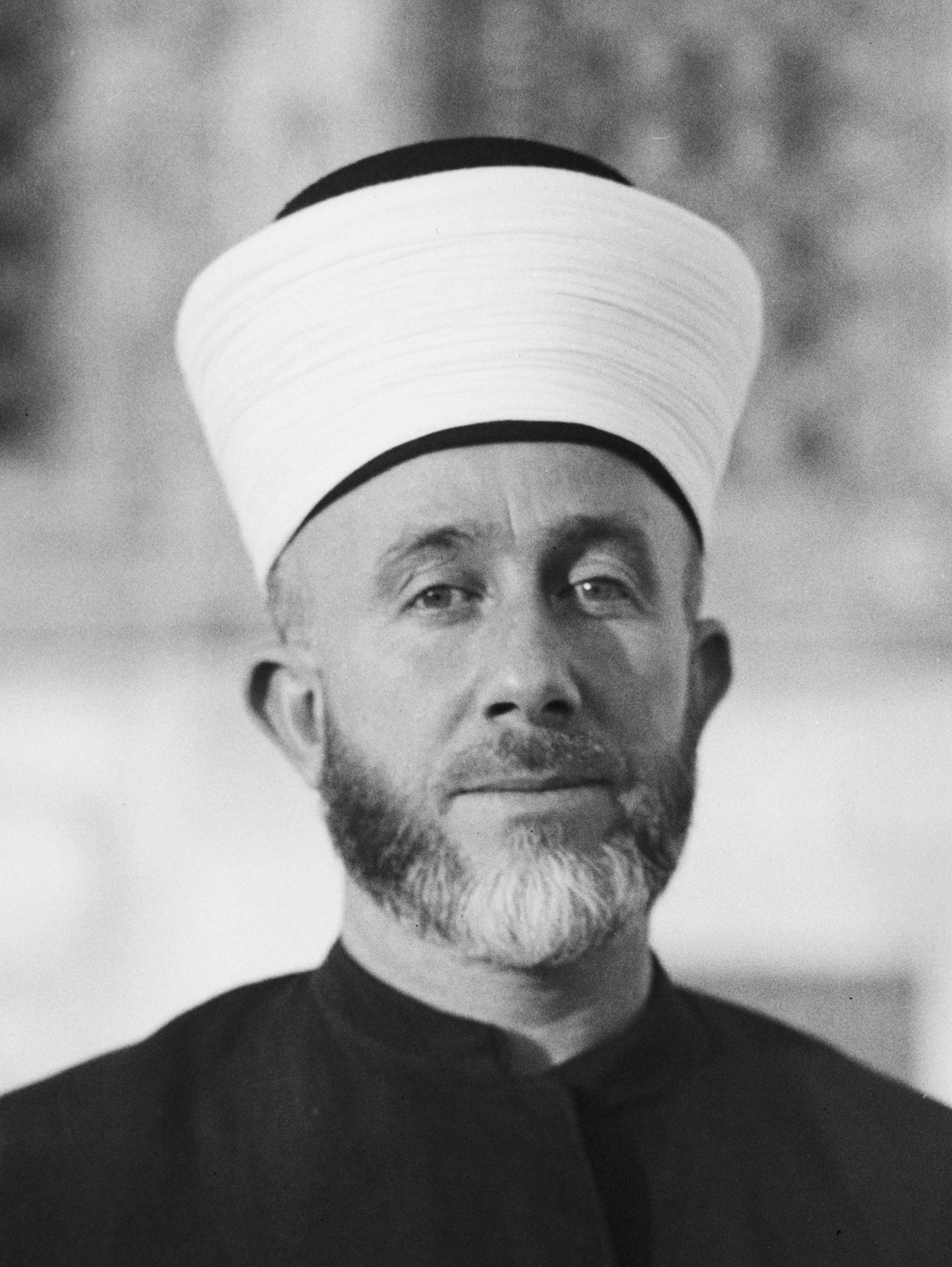
Mohammed Amin al-Husseini († 1974)

- Husseini, Sam, US-amerikanischer Schriftsteller und politischer Aktivist palästinensischer Herkunft
- Husseinow, Said (* 1955), tadschikischer Radrennfahrer
- Husseko Hayen, ostfriesischer Häuptling im Stadland
- Hussel, Horst (1934–2017), deutscher Zeichner, Grafiker, Illustrator und Schriftsteller
- Hussel, Lucien (1889–1967), französischer Politiker und Résistant
- Husselman, Elinor Mullett (1900–1996), US-amerikanische Papyrologin
- Hussels, Jupp (1901–1986), deutscher Schauspieler, Rundfunksprecher und Entertainer
- Hussen, Baker Fattah (* 1957), irakischer Diplomat
- Hüssen, Claus-Michael (* 1955), deutscher Provinzialrömischer Archäologe
- Hüssener, Auguste († 1877), deutsche Kupferstecherin und Miniaturmalerin
- Hussenot, Emmanuel (* 1951), französischer Jazzmusiker
- Hussenot, Olivier (1913–1978), französischer Schauspieler
- Hüsser, Connie (* 1967), Schweizer Designerin, Ausstellungsarchitektin und Innendesignerin
- Hüsser, Heinz (* 1955), Schweizer Philosoph, Jurist und Bergsteiger
- Husserl, Edmund (1859–1938), österreichisch-deutscher Philosoph und MathematikerEdmund Husserl (1859–1938)

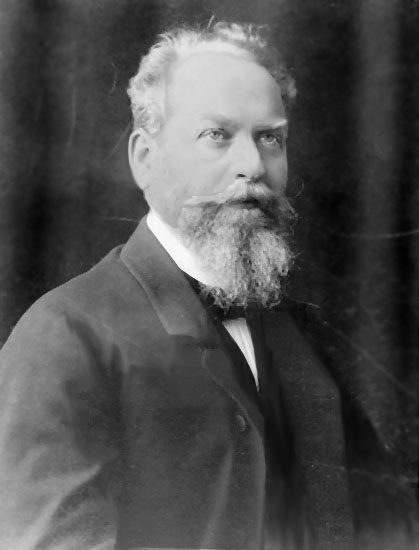
Edmund Husserl (1859–1938)

- Husserl, Gerhart (1893–1973), deutsch-US-amerikanischer Rechtsphilosoph
- Hussey, Andrew (* 1963), britischer Romanist
- Hussey, Anna Maria (1805–1853), britische Mykologin, Autorin und botanische Illustratorin
- Hussey, Arthur (1882–1915), US-amerikanischer Golfer
- Hussey, Edward, britischer Klassischer Philologe und Philosophiehistoriker
- Hussey, Frank (1905–1974), US-amerikanischer Leichtathlet
- Hussey, Gemma (1938–2024), irische Politikerin (Fine Gael)
- Hussey, Giles (* 1997), britischer Tennisspieler
- Hussey, Joan Mervyn (1907–2006), britische Byzantinistin
- Hussey, John (* 1964), US-amerikanischer Schiedsrichter im American Football
- Hussey, Leonard (1891–1964), britischer Meteorologe, Anthropologe, Archäologe, Mediziner und Polarforscher
- Hussey, Marmaduke, Baron Hussey of North Bradley (1923–2006), englischer Geschäftsmann
- Hussey, Matt (* 1979), US-amerikanischer Eishockeyspieler
- Hussey, Michael (* 1975), australischer Cricketspieler
- Hussey, Obed (1792–1860), amerikanischer Erfinder Getreidemähmaschine
- Hussey, Olivia (1951–2024), argentinisch-britische SchauspielerinOlivia Hussey (1951–2024)

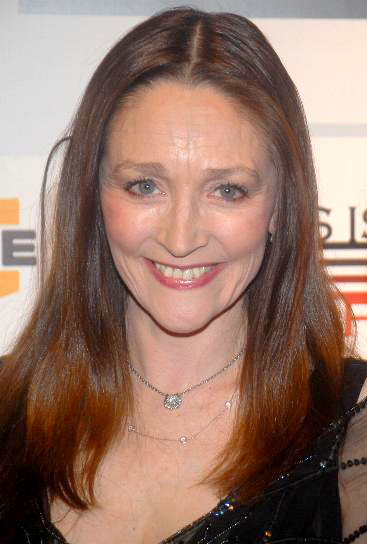
Olivia Hussey (1951–2024)

- Hussey, Robert (* 1993), US-amerikanischer Basketballschiedsrichter
- Hussey, Ruth (1911–2005), US-amerikanische Schauspielerin
- Hussey, Susan (* 1939), britische Adlige, Kammerfrau der Königin Elisabeth II.
- Hussey, Thomas (1936–2024), irischer Politiker
- Hussey, Wayne (* 1958), englischer Sänger, Gitarrist und Produzent
- Hussie, Andrew (* 1979), US-amerikanischer Webcomic-Autor und -Zeichner, Schöpfer von Homestuck
- Hussien, Mohamed (* 1978), ägyptischer Fußballschiedsrichter
- Hussin, Andrij (1972–2014), ukrainischer Fußballspieler
- Hussing, Dieter (1936–2015), deutscher Politiker (CDU), MdB
- Hussing, Karin (1941–1999), deutsche Politikerin (CDU), MdL
- Hussing, Peter (1948–2012), deutscher Boxer
- Hussjak, Darija (1924–2022), ukrainische politische Aktivistin
- Hussjew, Oleh (* 1983), ukrainischer Fußballspieler
- Hussjew, Wolodymyr (1927–2014), ukrainisch-sowjetischer Politiker, Vorsitzender des Exekutivkomitees des Kiewer Stadtrates der Volksdeputierten (Bürgermeister)
- Hussl, David (* 1992), österreichischer Segler
- Hussle, Nipsey (1985–2019), US-amerikanischer RapperNipsey Hussle (1985–2019)

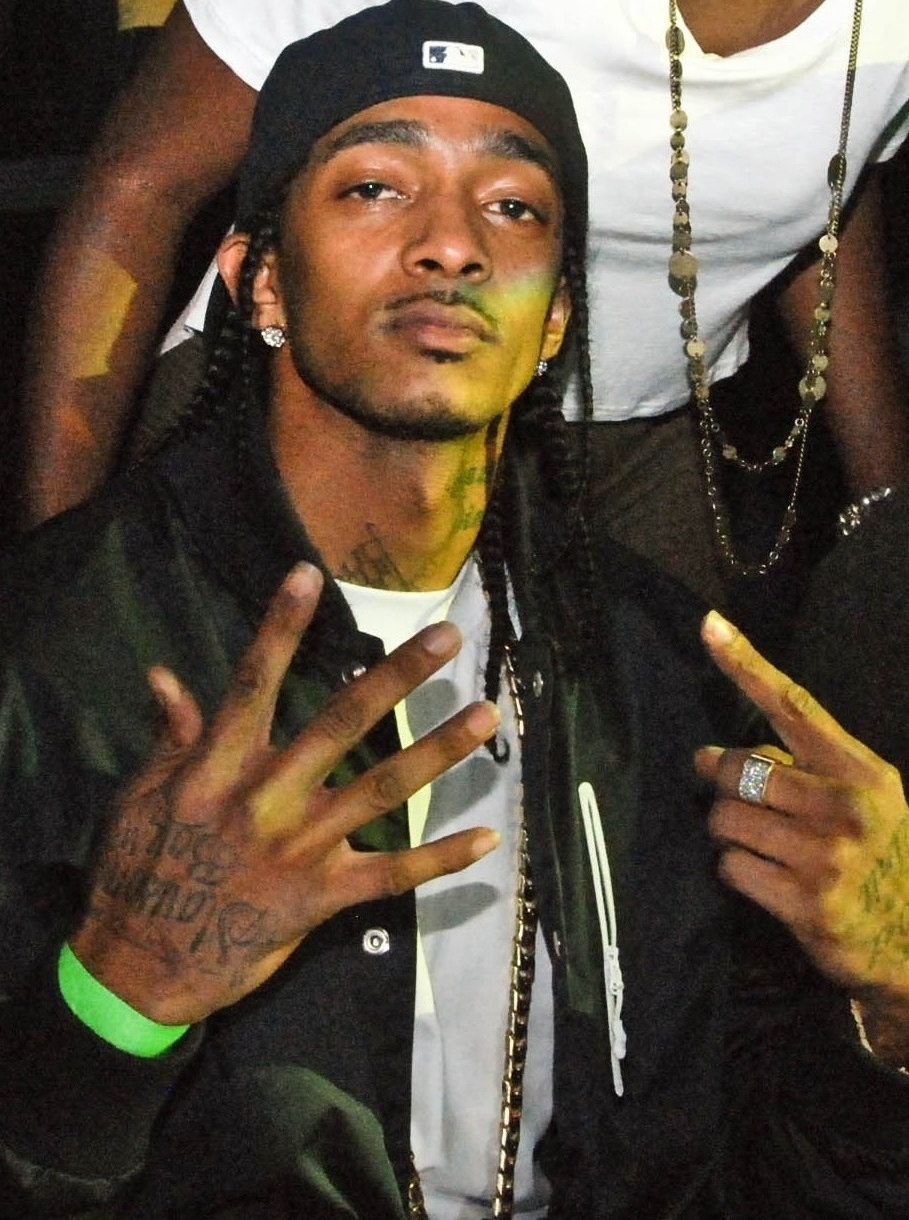
Nipsey Hussle (1985–2019)

- Husslein, Agnes (* 1954), österreichische Kunsthistorikerin und Museumsdirektorin
- Husslein, Hermann Ludwig (* 1985), thailändischer Kanute
- Husslein, Peter (* 1952), österreichischer Gynäkologe
- Hüssler, Georg (1921–2013), deutscher Geistlicher, Präsident des Deutschen Caritasverbandes und der Caritas Internationalis
- Hussmann, Albert Hinrich (1874–1946), deutscher Bildhauer und Maler
- Hußmann, Heinrich (1899–1982), deutscher Grafiker, Buchgestalter und Wappenkundler
- Hußmann, Heinrich (1959–2022), deutscher Informatiker
- Hußmann, Stephan (* 1965), deutscher Mathematiker
- Hußner, Alfred (* 1950), deutscher Fußballspieler
- Hüssner, Hansmartin (1953–2006), deutscher Geologe und Paläontologe
- Husso, Ville (* 1995), finnischer Eishockeytorwart
- Hussock, Sven (* 1984), deutscher Schauspieler und Sprecher
- Husson, Anne de (1475–1540), französische Adlige und Erbin
- Husson, Édouard (* 1969), französischer Historiker
- Husson, Eva (* 1977), französische Regisseurin und Drehbuchautorin
- Husson, Guy (1931–2025), französischer Hammerwerfer
- Husson, Henri-Marie (1772–1853), französischer Arzt und Impfpionier
- Hüsson, Norbert (* 1956), deutscher Unternehmer
- Husson, Philippe (1927–2016), französischer Diplomat
- Hussong, Christin (* 1994), deutsche LeichtathletinChristin Hussong (* 1994)

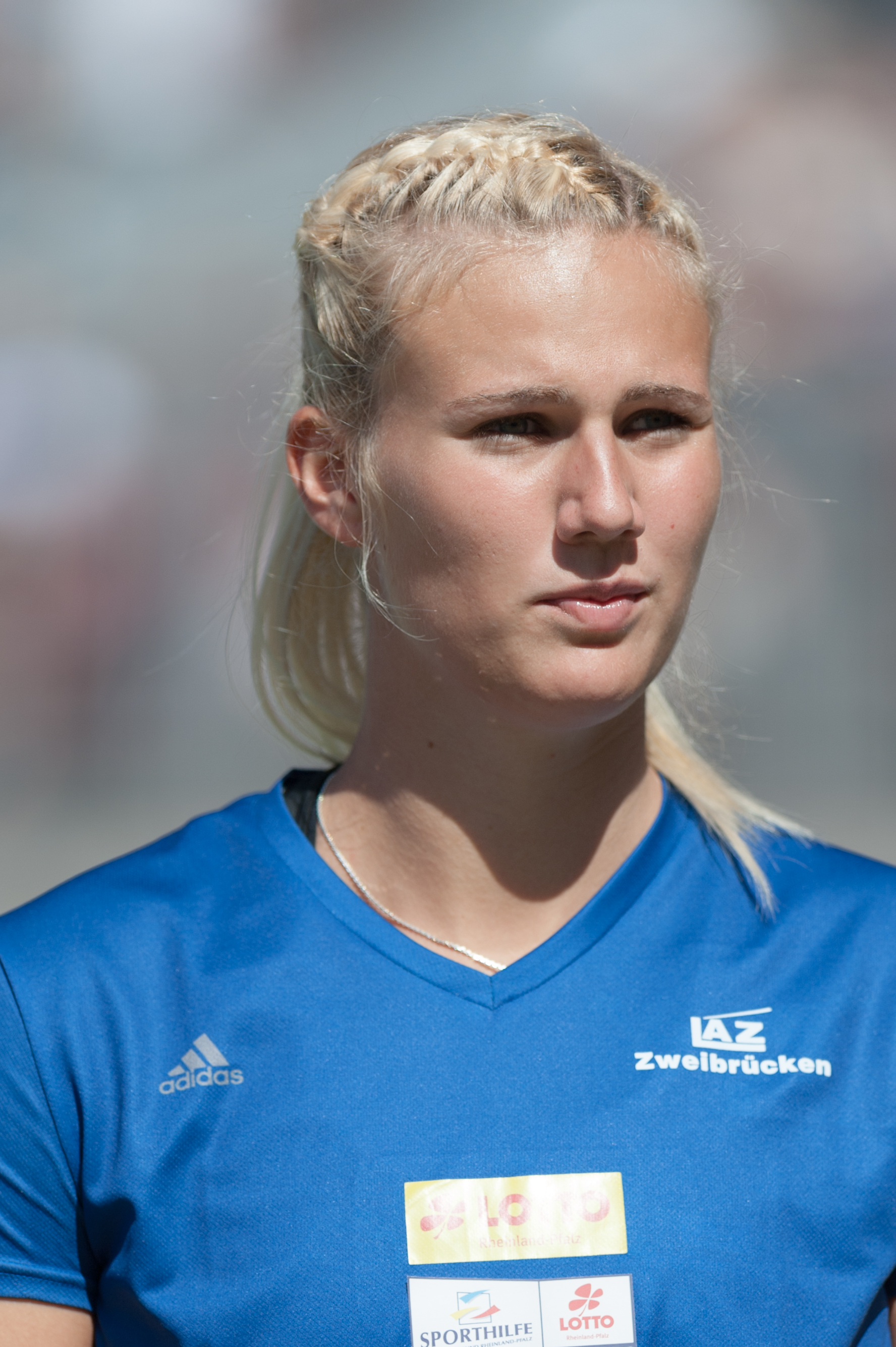
Christin Hussong (* 1994)

- Hussong, Friedrich (1878–1943), deutscher Journalist und Schriftsteller
- Hussong, Günther (* 1948), pfälzischer Mundartdichter, Kabarettist, Liedtexter und CD-Produzent
- Hussong, Hans-Peter (* 1955), deutscher Koch
- Hussong, Hermann (1881–1960), deutscher Architekt, Stadtplaner und Baubeamter
- Hussong, Meggy (* 2007), deutsche Schauspielerin
- Hussong, Rudolf (1903–1967), deutscher Politiker (SPD/SPS), MdL, MdB
- Hussong, Stefan (* 1962), deutscher Akkordeonist
- Hussong, Ulrich (* 1953), deutscher Historiker und Archivar
- Hussong, Willi (1903–1981), deutscher Kirchenverwaltungsrat und Vorstand der Versicherungsgesellschaft HUK-Coburg
- Hussowski, Mikołaj, polnischer Dichter
- Hüssy, Gertrud (1897–1985), deutsche Lehrerin, Kirchenlieddichterin, Mitbegründerin der Bruderhofgemeinschaften
- Hüssy, Johann Rudolf (1918–2004), Schweizer Offizier
- Hüssy, Oskar (1903–1964), deutscher Jurist und Politiker (NSDAP)
- Hüssy, René (1928–2007), Schweizer Fußballspieler und -trainer
- Hussy, Walter (* 1946), deutscher Psychologe

### Hust
- Hust, Michael (* 1972), deutscher Biologe und Hochschullehrer
- Husta, Ferenc (* 1967), deutscher Sänger und ehemaliges Mitglied der Band Wise Guys
- Hustad, Jon (1968–2023), norwegischer Journalist und Autor
- Hustaedt, Konrad (1874–1948), deutscher Heimatforscher, Kunsthistoriker und Landeskonservator
- Hustaedt, Roderich (1878–1958), deutscher Jurist, Politiker (NLP, DDP), Staatsminister von Mecklenburg-Strelitz
- Huste, Annemarie (1943–2016), deutsche Köchin und Kochbuchautorin
- Huste, Falk (* 1971), deutscher Boxer
- Huste, Kay (* 1974), deutscher Boxer und Trainer
- Husted, James W. (1870–1925), US-amerikanischer Jurist und Politiker
- Husted, Jon (* 1967), US-amerikanischer Politiker (Republikanische Partei)
- Husted, Marjorie Child (1892–1986), US-amerikanische Managerin und Hörfunkmoderatorin
- Husted-Nielsen, Oluf (1888–1972), dänischer Turner
- Hustede, Heike (* 1946), deutsche Schwimmerin
- Hustedt, Friedrich (1886–1968), deutscher Botaniker und Lehrer
- Hustedt, Michaele (* 1958), deutsche Politikerin (Grüne), MdB
- Hustedt, Thurid (* 1977), deutsche Verwaltungswissenschaftlerin
- Hustensaft Jüngling (* 1997), deutscher RapperHustensaft Jüngling (* 1997)

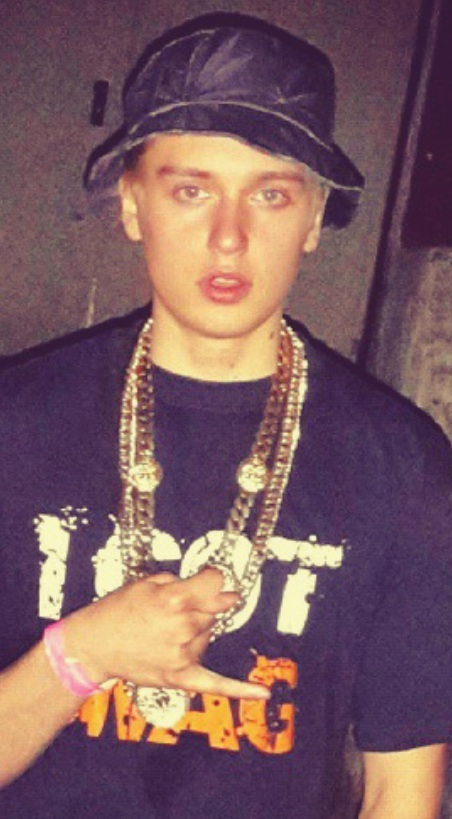
Hustensaft Jüngling (* 1997)

- Huster, Erich (1910–1984), deutscher Physiker und Hochschullehrer
- Huster, Ernst-Ulrich (* 1945), deutscher Politikwissenschaftler und Hochschullehrer
- Hüster, Eva (* 1990), deutsche Schauspielerin und Sängerin
- Huster, Francis (* 1947), französischer Schauspieler und Filmregisseur
- Huster, Günther (1912–1987), deutscher Schauspieler und Theaterdirektor in Bremen
- Hüster, Hanns-Peter (1935–2020), deutscher Kinobetreiber
- Huster, Heinrich (1878–1950), deutscher Politiker (Zentrum, CDU), MdL
- Huster, Herbert (1921–2005), deutscher Zeitungsverleger
- Huster, Marc (* 1970), deutscher Gewichtheber und Sportkommentator
- Huster, Mike (* 1972), deutscher Politiker (Die Linke), MdL
- Huster, Philipp (* 2002), deutscher Beachvolleyballspieler
- Huster, Siegfried (* 1943), deutscher Radrennfahrer
- Huster, Stefan (* 1964), deutscher Rechtswissenschaftler
- Huster, Till (* 1958), deutscher Schauspieler, Synchronsprecher und Regisseur
- Huster, Tori (* 1989), US-amerikanische Fußballspielerin
- Huster, Victor (* 1955), deutscher Medailleur
- Hüster, Wiebke (* 1965), deutsche Ballettkritikerin, Autorin und Journalistin
- Husterer, Markus (* 1983), deutscher Fußballspieler
- Hustert, Hans (1900–1970), deutscher politischer Aktivist
- Husti, Rozalia (* 1964), rumänische Florettfechterin
- Hustin, Jacques (1940–2009), belgischer Sänger und Maler
- Husting, Paul O. (1866–1917), US-amerikanischer Politiker
- Hustinx, Peter Johan (* 1945), niederländischer Datenschutzexperte
- Huston, Anjelica (* 1951), US-amerikanische Schauspielerin, Filmregisseurin und Oscar-Preisträgerin
- Huston, Charlie (* 1968), US-amerikanischer Roman-, Comic- und Drehbuchautor
- Huston, Danny (* 1962), US-amerikanischer SchauspielerDanny Huston (* 1962)

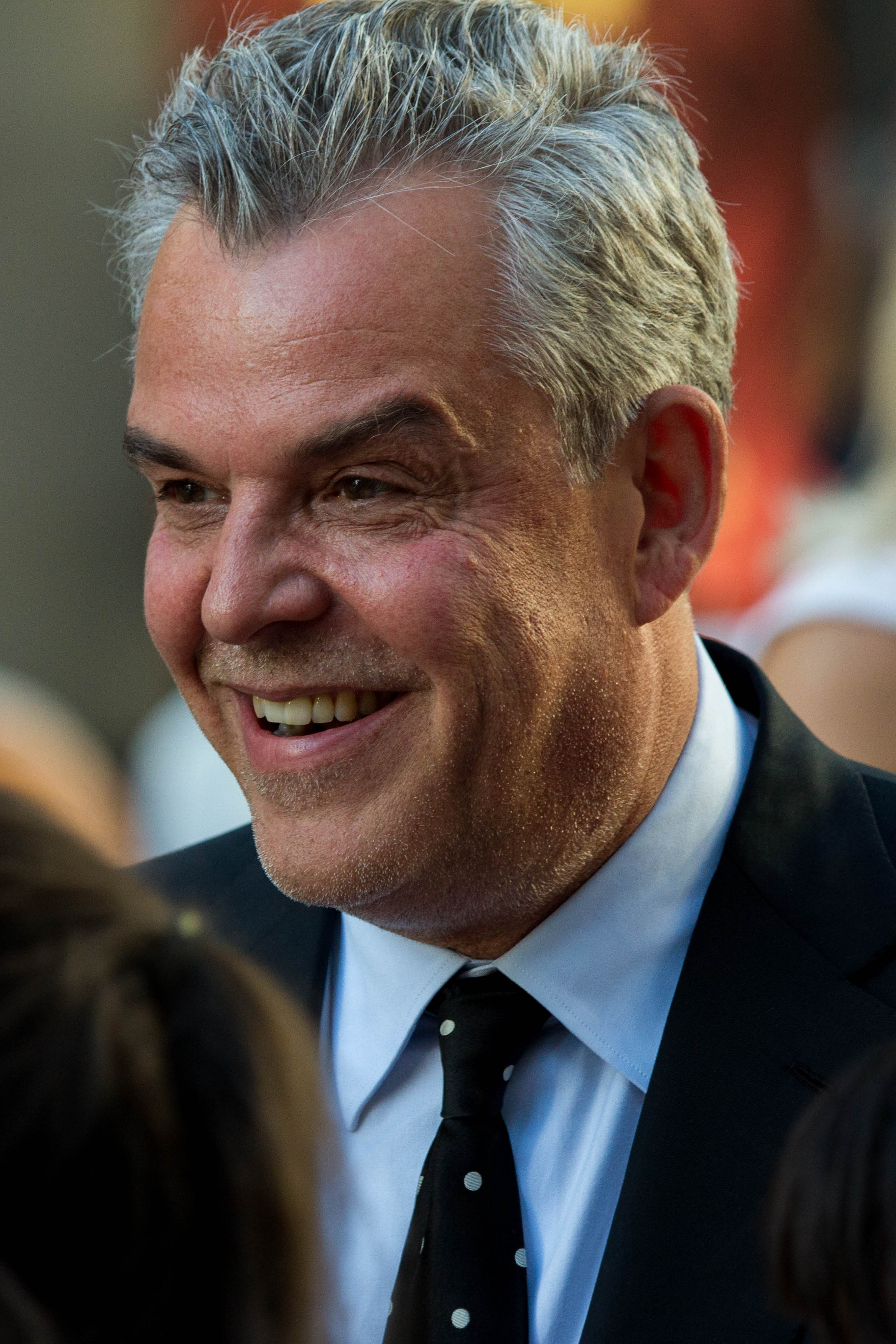
Danny Huston (* 1962)

- Huston, Geoff (* 1956), australischer Informatiker und Internetpionier
- Huston, Jack (* 1982), britischer Schauspieler
- Huston, James N. (1849–1927), US-amerikanischer Bankier, Geschäftsmann und Regierungsbeamter
- Huston, John (1906–1987), irischer Filmregisseur, Drehbuchautor und SchauspielerJohn Huston (1906–1987)

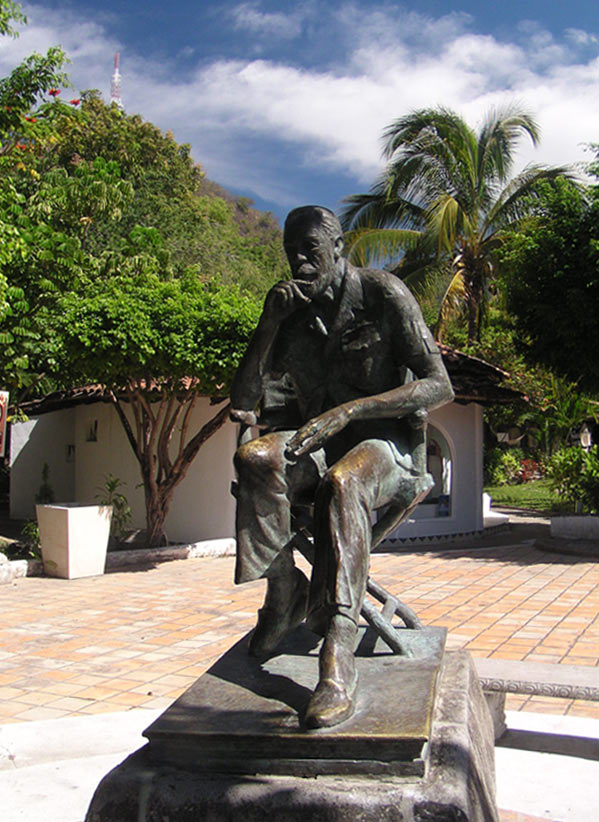
John Huston (1906–1987)

- Huston, John (* 1961), US-amerikanischer Berufsgolfer
- Huston, Nancy (* 1953), kanadisch-französische Schriftstellerin
- Huston, Nyjah (* 1994), US-amerikanischer Skateboarder
- Huston, Tony (* 1950), US-amerikanischer Drehbuchautor, Filmregisseur und Schauspieler
- Huston, Virginia (1925–1981), US-amerikanische Schauspielerin
- Huston, Walter (1883–1950), kanadischer Schauspieler
- Hustow, Wolodymyr (* 1977), ukrainischer Radrennfahrer
- Hustvedt, Lloyd (1922–2004), US-amerikanischer Skandinavist
- Hustvedt, Siri (* 1955), US-amerikanische Schriftstellerin
- Husty, Peter (* 1964), österreichischer Kunsthistoriker und Kurator

### Husu
- Husu, Mikko (1905–1977), finnischer Skilangläufer
- Husung, Ferdinand (1879–1962), deutscher Politiker (SPD), MdBB
- Husung, Hans-Gerhard (* 1950), deutscher Politiker (SPD), Staatssekretär in Berlin
- Husung, Max Joseph (1882–1944), deutscher Bibliothekar und Einbandforscher

### Husw
- Huswedel, Johann (1575–1651), deutscher Pädagoge und Philologe

### Husz
- Huszagh, Ken (1891–1950), US-amerikanischer Schwimmer
- Huszák, Alexandra (* 1995), ungarische Eishockeyspielerin
- Huszák, János (* 1992), ungarischer Diskuswerfer
- Huszank, Szilard (* 1980), deutsch-ungarischer Maler und Grafiker
- Huszár, Erika (* 1983), ungarische Shorttrackerin
- Huszár, István (1927–2010), ungarischer kommunistischer Politiker, Mitglied des Parlaments
- Huszár, Károly (1882–1941), ungarischer Lehrer, Politiker
- Huszar, Nikolaus (* 2001), österreichischer American-Football-Spieler
- Huszár, Vilmos (1884–1960), ungarischer Maler und Grafiker
- Huszár-Puffy, Karl (1884–1943), ungarischer Schauspieler
- Huszik, Maksim (1988–2023), belarussischer Freestyle-Skier
- Huszka, Jenő (1875–1960), ungarischer Operettenkomponist
- Huszka, Mihály (1933–2022), ungarischer Gewichtheber
- Huszti, Szabolcs (* 1983), ungarischer FußballspielerSzabolcs Huszti (* 1983)

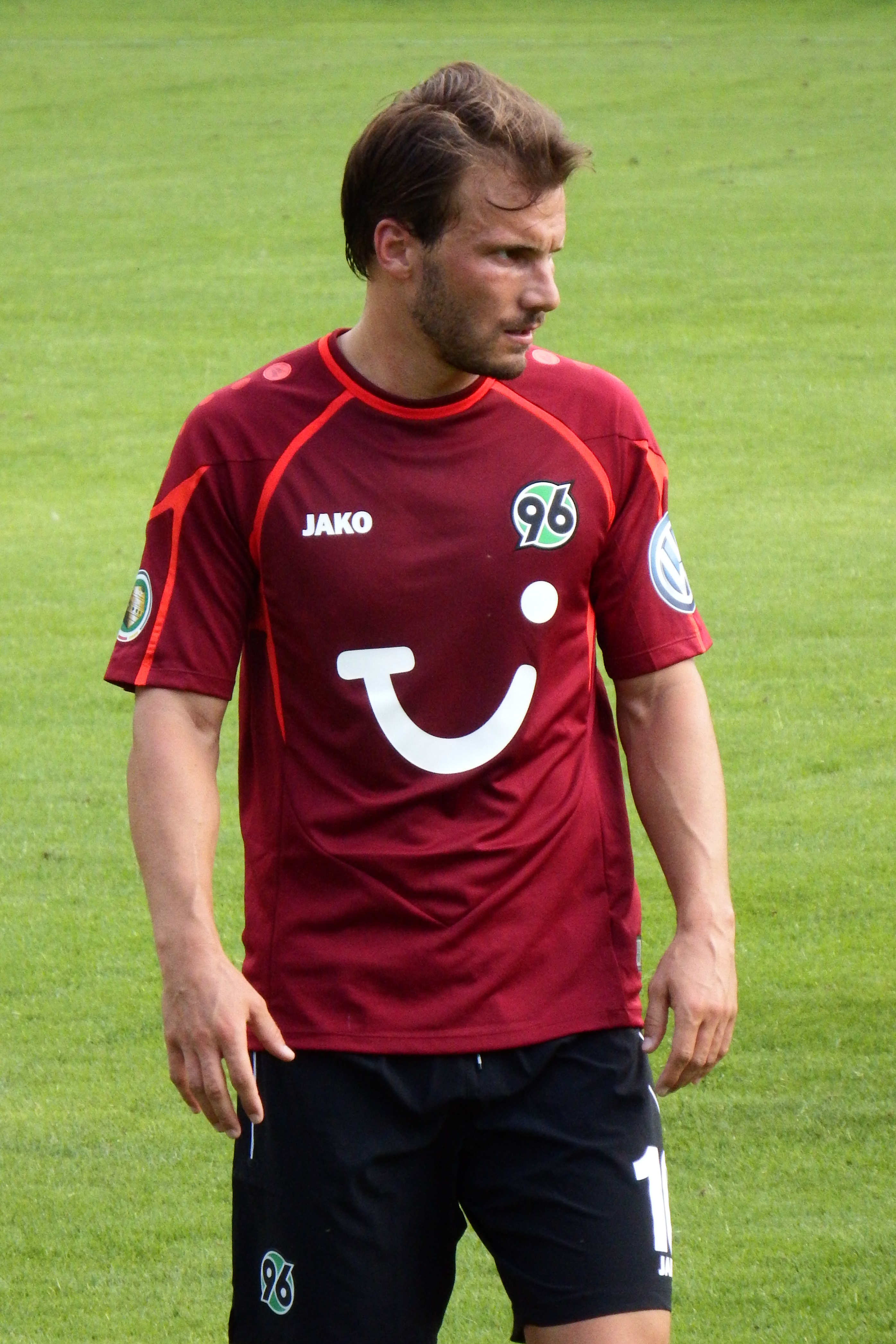
Szabolcs Huszti (* 1983)